# El Greco
Doménikos Theotokópoulos, el Greco (Candía, 1 de octubre de 1541-Toledo, 7 de abril de 1614), fue un pintor cretense del final del Renacimiento que desarrolló un estilo muy personal en sus obras de madurez.
Hasta los veintiséis años vivió en Creta, donde fue un apreciado maestro de iconos en el estilo posbizantino vigente en la isla. Después residió diez años en Italia, donde entró en contacto con los pintores renacentistas, primero en Venecia, asumiendo plenamente el estilo de Tiziano y Tintoretto, y después en Roma, estudiando el manierismo de Miguel Ángel. En 1577 se estableció en Toledo (España), donde vivió y trabajó el resto de su vida.
Su formación pictórica fue compleja, obtenida en tres focos culturales muy distintos: su primera formación bizantina fue la causante de importantes aspectos de su estilo que florecieron en su madurez; la segunda la obtuvo en Venecia de los pintores del alto renacimiento, especialmente de Tiziano, aprendiendo la pintura al óleo y su gama de colores —él siempre se consideró parte de la escuela veneciana—; por último, su estancia en Roma le permitió conocer la obra de Miguel Ángel y el manierismo, que se convirtió en su estilo vital, interpretado de una forma autónoma.
Su obra se compone de grandes lienzos para retablos de iglesias, numerosos cuadros de devoción para instituciones religiosas, en los que a menudo participó su taller, y un grupo de retratos considerados del máximo nivel. En sus primeras obras maestras españolas se aprecia la influencia de sus maestros italianos. Sin embargo, pronto evolucionó hacia un estilo personal caracterizado por sus figuras manieristas extraordinariamente alargadas con iluminación propia, delgadas, fantasmales, muy expresivas, en ambientes indefinidos y una gama de colores buscando los contrastes. Este estilo se identificó con el espíritu de la Contrarreforma y se fue extremando en sus últimos años.
Está considerado uno de los artistas más grandes de la civilización occidental. Esta alta consideración es reciente y se fue formando a lo largo del siglo XX, cambiando la apreciación sobre su pintura formada en los dos siglos y medio que siguieron a su muerte, en que llegó a considerársele un pintor excéntrico y marginal en la historia del arte.

## Biografía

### Creta

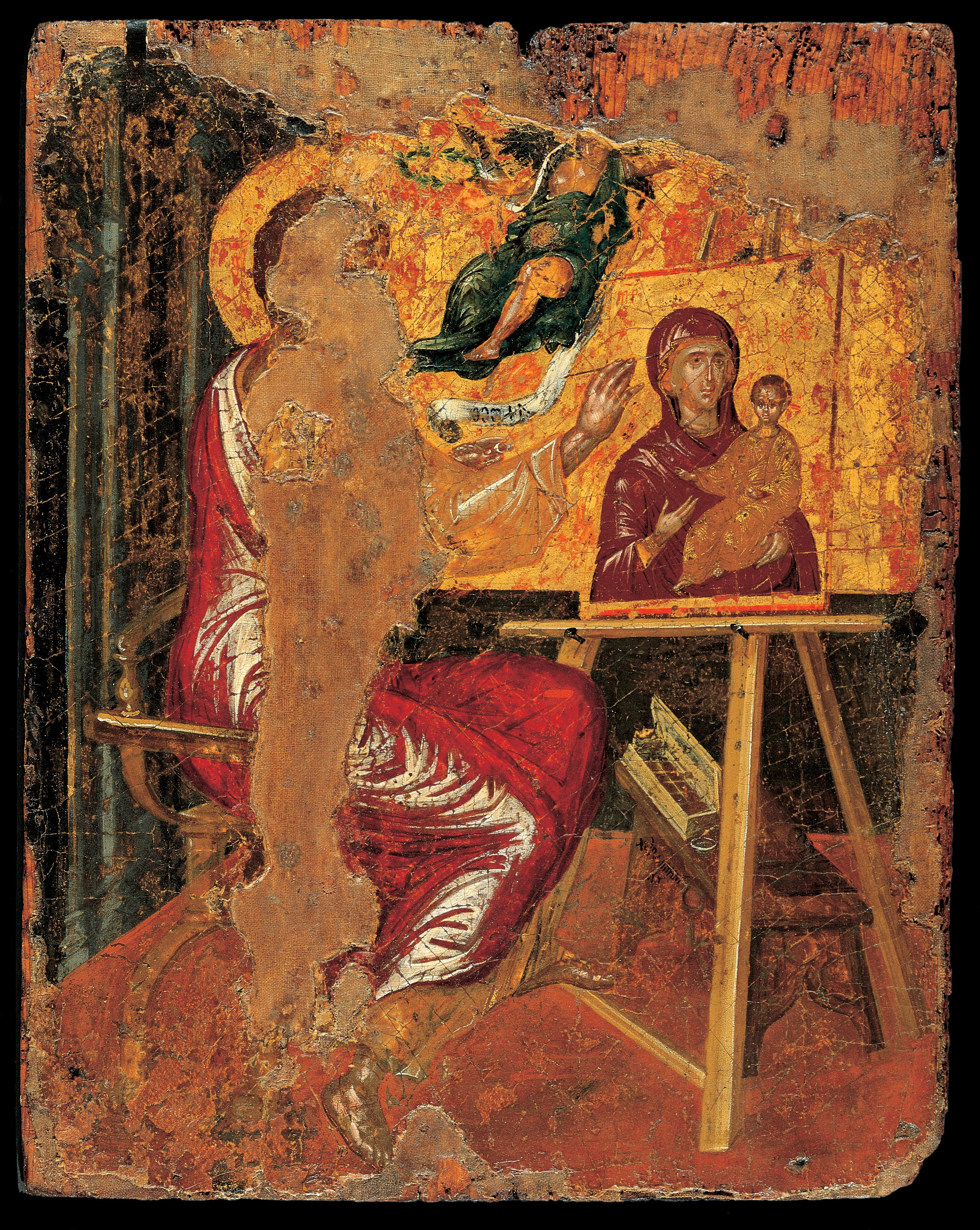
San Lucas pintando a la Virgen y al Niño (antes de 1567). Temple y oro sobre tabla. Período cretense del Greco.

Doménikos Theotokópoulos nació el 1 de octubre de 1541 en Candía (actual Heraclión) en la isla de Creta, que entonces era posesión de la República de Venecia. Su padre, Geórgios Theotokópoulos, era comerciante y recaudador de impuestos y su hermano mayor, Manoússos Theotokópoulos, también era comerciante.
Doménikos estudió pintura en su isla natal, convirtiéndose en pintor de iconos en el estilo posbizantino vigente en Creta en aquellos tiempos. A los veintidós años, era descrito en un documento como "maestro Domenigo", lo que significa que ya desempeñaba oficialmente la profesión de pintor. En junio de 1566, firmó como testigo en un contrato con el nombre Maestro Ménegos Theotokópoulos, pintor (μαΐστρος Μένεγος Θεοτοκόπουλος σγουράφος). Ménegos era la forma dialectal veneciana de Doménicos.
El estilo posbizantino era una continuación de la pintura tradicional, ortodoxa y griega, de iconos desde la Edad Media. Eran cuadros de devoción que seguían reglas fijas. Sus personajes se copiaban de modelos artificiales muy establecidos, que no eran en absoluto naturales ni penetraban en análisis psicológicos, con el oro como fondo de los cuadros. Estos iconos no estaban influenciados por el nuevo naturalismo del Renacimiento.
A los veintiséis años de edad aún residía en Candía, y sus obras debían ser muy estimadas. En diciembre de 1566, el Greco pidió permiso a las autoridades venecianas para vender una «tabla de la Pasión de Cristo ejecutada sobre fondo de oro» en una subasta. Este icono bizantino del joven Doménikos fue vendido por el precio de 70 ducados de oro, igual valor que una obra de Tiziano o Tintoretto de la misma época.
Entre los trabajos de esta época se encuentra la Muerte de la Virgen (Dormitio Virginis), conservada en la iglesia de la Dormición, en Siros. También de esta etapa se han identificado otros dos iconos, solo con la firma de "Domenikos": San Lucas pintando a la Virgen y La Adoración de los Reyes Magos, ambas en el Museo Benaki de Atenas. En estas obras se ve un incipiente interés del artista por introducir los motivos formales del arte occidental, todo ello conocido por los grabados y las pinturas italianas que llegaban a Creta. El Tríptico de Módena de la Galería Estense de Módena, situado entre los periodos de Creta y Venecia, representa el paulatino abandono del artista de los códigos del arte oriental y el progresivo dominio de los recursos del arte occidental.
Algunos historiadores aceptan que su religión era la ortodoxa, aunque otros estudiosos creen que formaba parte de la minoría católica cretense o que se convirtió al catolicismo antes de abandonar la isla.

### Venecia

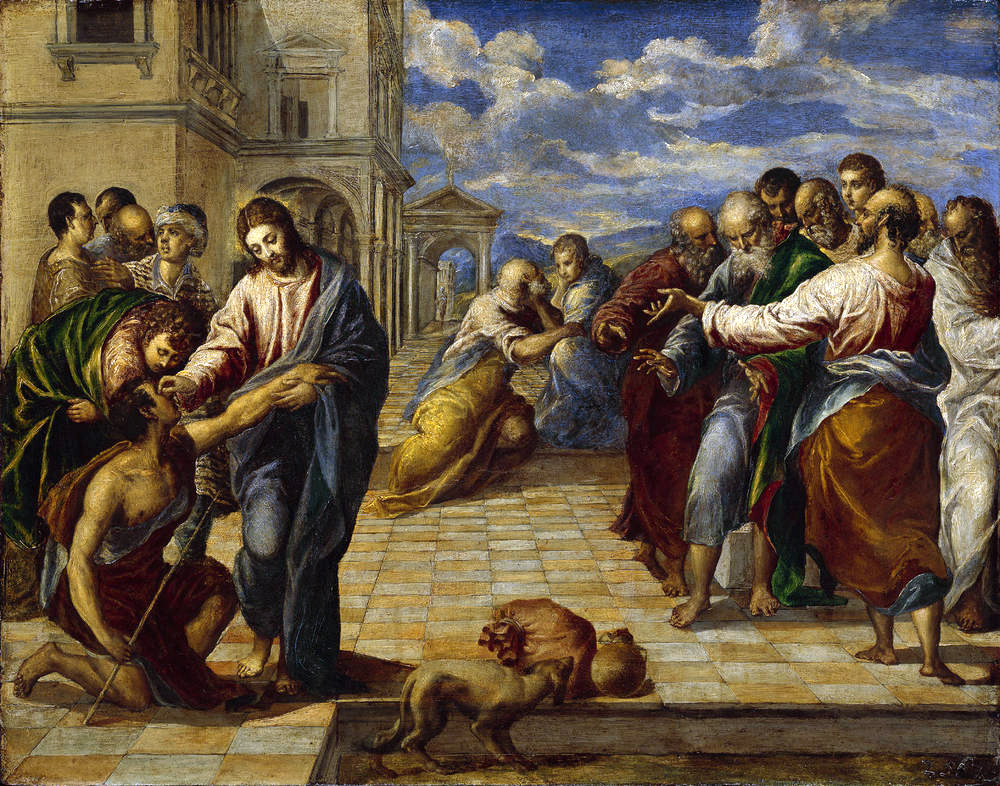
La curación del ciego (1567), Dresde. Pintura del periodo veneciano realizada con la técnica del temple (método empleado en Creta). El Greco asimiló rápidamente los conceptos de la pintura veneciana.

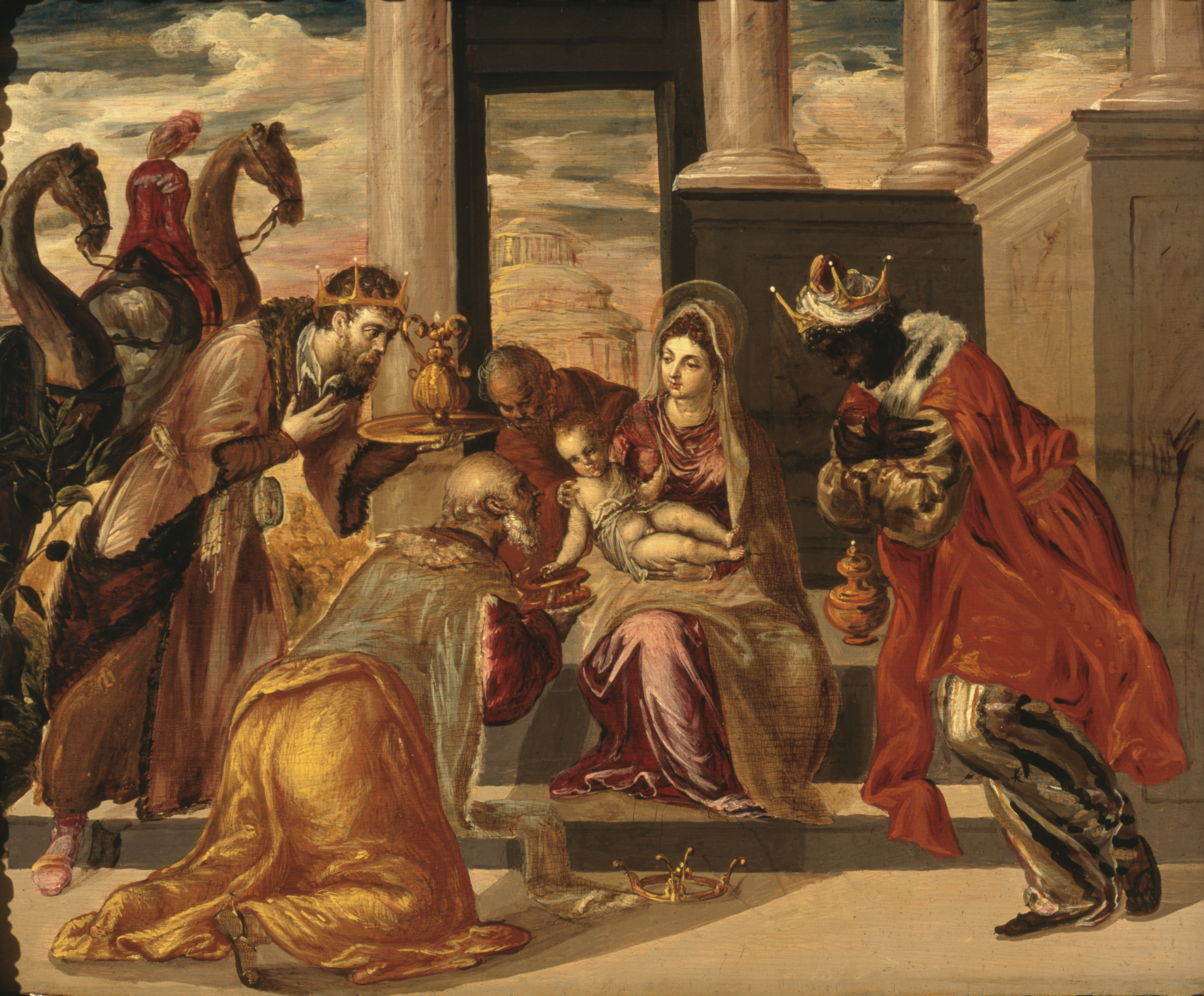
Adoración de los Reyes Magos, 1568. Museo Soumaya. Fundación Carlos Slim, Ciudad de México, México.

Debió trasladarse a Venecia alrededor de 1567. Como ciudadano veneciano era natural que el joven artista continuara su formación en esa ciudad. Venecia, en aquel tiempo, era el mayor centro artístico de Italia. Allí trabajaba intensamente el genio |supremo de Tiziano apurando sus últimos años de vida en medio de un reconocimiento universal. También Tintoretto, Paolo Veronese y Jacopo Bassano trabajaban en la ciudad y parece que el Greco estudió la obra de todos ellos.
La brillante y colorista pintura veneciana debió producir un fuerte impacto en el joven pintor, formado hasta entonces en la técnica artesana y rutinaria de Creta. El Greco no hizo como otros artistas cretenses que se habían trasladado a Venecia, los madoneros, pintando al estilo bizantino con elementos italianos. Desde el principio asumió y pintó con el nuevo lenguaje pictórico aprendido en Venecia, convirtiéndose en un pintor veneciano. Posiblemente pudo aprender en el taller de Tiziano los secretos de la pintura veneciana, tan diferentes de la bizantina: los fondos arquitectónicos que dan profundidad a las composiciones, el dibujo, el color naturalista y la forma de iluminar procedente de focos determinados.
En esta ciudad aprendió los principios básicos de su arte pictórico que estuvieron presentes a lo largo de su trayectoria artística. El pintar sin dibujo previo, fijando la composición en la tela con sintéticas pinceladas con pigmento negro, y el convertir el color en uno de los recursos más importantes de su estilo artístico. En este periodo, el Greco utilizó grabados para solucionar sus composiciones.
Entre las obras más conocidas de su periodo veneciano se encuentra la Curación del nacido ciego (Gemäldegalerie, Dresde), en la que se percibe la influencia de Tiziano en el tratamiento del color y la de Tintoretto en la composición de figuras y la utilización del espacio.

### Roma

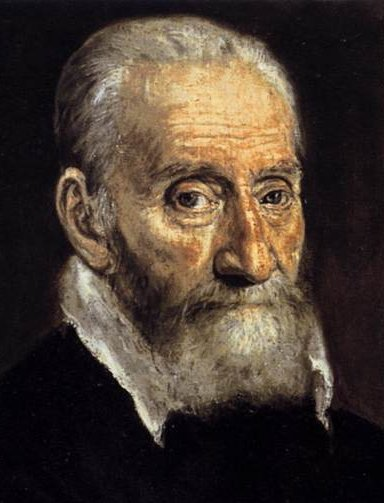
Giulio Clovio introdujo al Greco en el círculo del cardenal Alejandro Farnesio en Roma. (Detalle de su retrato pintado por el Greco sobre 1571).

Luego, el pintor se encaminó a Roma. En su camino debió detenerse en Parma a conocer la obra de Correggio, pues sus comentarios elogiosos hacia este pintor (lo llamó «figura única de la pintura») demuestran un conocimiento directo de su arte.
Su llegada a Roma está documentada en una carta de presentación del miniaturista Giulio Clovio al cardenal Alejandro Farnesio, fechada el 16 de noviembre de 1570, donde le solicitaba que acogiese al pintor en su palacio por poco tiempo hasta que encontrase otro acomodo. Así comenzaba esta carta: «Ha llegado a Roma un joven candiota, discípulo de Tiziano, que a mi juicio figura entre los excelentes de la pintura». Los historiadores parecen aceptar que el término «discípulo de Tiziano» no significa que estuvo en su taller sino que era admirador de su pintura.
A través del bibliotecario del cardenal, el erudito Fulvio Orsini, entró en contacto con la élite intelectual de la ciudad. Orsini llegó a poseer siete pinturas del artista (Vista del Monte Sinaí y un retrato de Clovio están entre ellas).
El Greco fue expulsado del Palacio Farnesio por el mayordomo del cardenal. La única información conocida de este incidente es una carta del Greco enviada a Alejandro Farnesio el 6 de julio de 1572, denunciando la falsedad de las acusaciones realizadas contra él. En esa carta decía: «en modo alguno merecía sin culpa mía ser luego expulsado y arrojado de esta suerte». El 18 de septiembre de ese mismo año, pagó sus cuotas a la Academia de San Lucas como pintor de miniaturas. Al final de ese año, el Greco abrió su propio taller y contrató como ayudantes a los pintores Lattanzio Bonastri de Lucignano y Francisco Preboste. Este último trabajó con él hasta los últimos años de su vida.
Cuando el Greco vivió en Roma, Miguel Ángel y Rafael habían muerto, pero su enorme influencia seguía vigente. La herencia de estos grandes maestros dominaba el escenario artístico de Roma. Los pintores romanos de la década de 1550 habían establecido un estilo llamado manierismo pleno o maniera basado en las obras de Rafael y Miguel Ángel, donde las figuras se fueron exagerando y complicando hasta convertirse en artificiales, buscando un virtuosismo preciosista. Por otro lado, las reformas de la doctrina y de las prácticas católicas iniciadas en el Concilio de Trento empezaban a condicionar el arte religioso.
Giulio Mancini escribió años después, hacia 1621, en Sus Consideraciones, entre otras muchas biografías, la del Greco, siendo la primera que se escribió sobre él. Escribió Mancini que «el pintor era llamado comúnmente Il Greco (El Griego), que había trabajado con Tiziano en Venecia y que cuando llegó a Roma sus obras eran muy admiradas y alguna se confundía con las pintadas por el maestro veneciano. Contó también que se estaba pensando cubrir algunas figuras desnudas del Juicio Final de Miguel Ángel en la Capilla Sixtina que el papa Pío V consideraba indecentes, y prorrumpió (el Greco) en decir que si se echase por tierra toda la obra, él podría hacerla con honestidad y decencia y no inferior a ésta en buena ejecución pictórica... Indignados todos los pintores y los amantes de la pintura, le fue necesario marchar a España...». El estudioso De Salas refiriéndose a este comentario del Greco resalta la enorme manifestación de orgullo que supuso considerarse al mismo nivel que Miguel Ángel, que en esa época era el artista más encumbrado del arte. Para comprender esta manifestación hay que señalar que existían en Italia dos escuelas con criterios muy diferentes: la de los seguidores de Miguel Ángel propugnaba la primacía del dibujo en el cuadro; y la veneciana de Tiziano señalaba la superioridad del color. Esta última era defendida por el Greco.
Esta opinión contraria sobre Miguel Ángel es engañosa, pues la estética del Greco estaba profundamente influida por el pensamiento artístico miguelangelesco, dominado por un aspecto capital: la primacía de la imaginación sobre la imitación en la creación artística. En los escritos del Greco, se ve que compartía plenamente la creencia en un arte artificial y los criterios manieristas de la belleza.
Actualmente, su apodo italiano Il Greco se ha transformado y es conocido universalmente como el Greco, cambiándose el artículo italiano Il por el español el. Sin embargo, sus cuadros siempre los firmó en griego, normalmente con su nombre completo Domenikos Theotokopoulos.
El periodo italiano se considera como un tiempo de estudio y preparación, pues su genialidad no surgió hasta sus primeras obras de Toledo en 1577. En Italia, no recibió ningún encargo de importancia, ya que era extranjero, y Roma estaba dominada por pintores como Federico Zuccaro, Scipione Pulzone y Girolamo Siciolante, de menor calidad artística pero más conocidos y mejor situados. En Venecia fue mucho más difícil, porque los tres grandes de la pintura veneciana, Tiziano, Tintoretto y Veronés, estaban en su apogeo.
Entre las principales obras de su período romano se encuentran: la Purificación del Templo; varios retratos —como el Retrato de Giulio Clovio (1570-1575, Nápoles) o del gobernador de Malta Vincentio Anastagi (h. 1575, Nueva York, Colección Frick)—; también ejecutó una serie de obras profundamente marcadas por su aprendizaje veneciano, como El soplón (h. 1570, Nápoles, Museo de Capodimonte) y la Anunciación (h. 1575, Madrid, Museo Thyssen-Bornemisza).
No se sabe cuánto tiempo más permaneció en Roma. Algunos estudiosos defienden una segunda estancia en Venecia (h. 1575-1576), antes de marchar a España.

### En España

#### Llegada a Toledo y primeras obras maestras

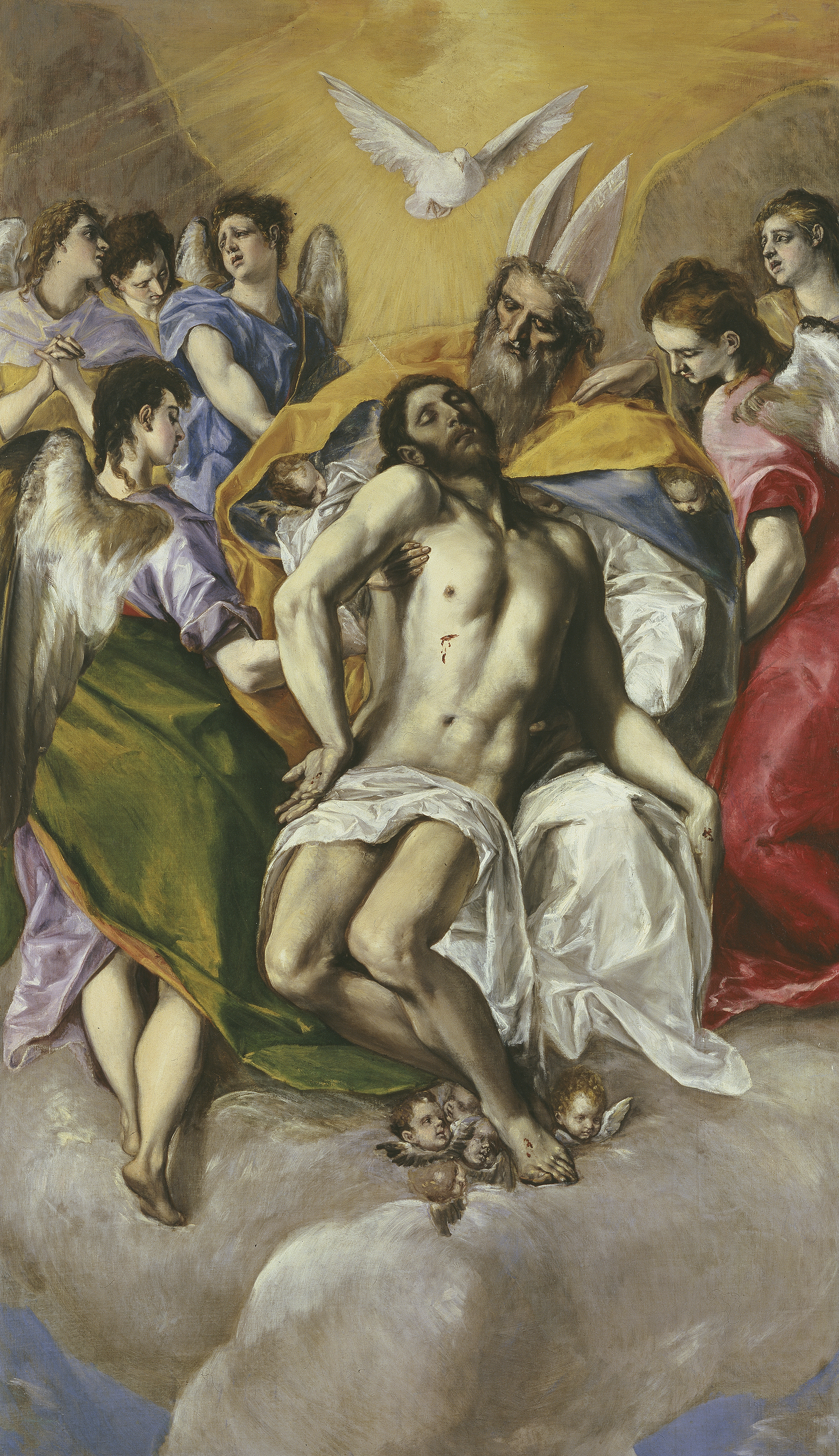
La Trinidad (1577-79), que formaba parte de El retablo mayor de Santo Domingo el Antiguo, su primer gran encargo en Toledo. Es notoria la influencia de Miguel Ángel.

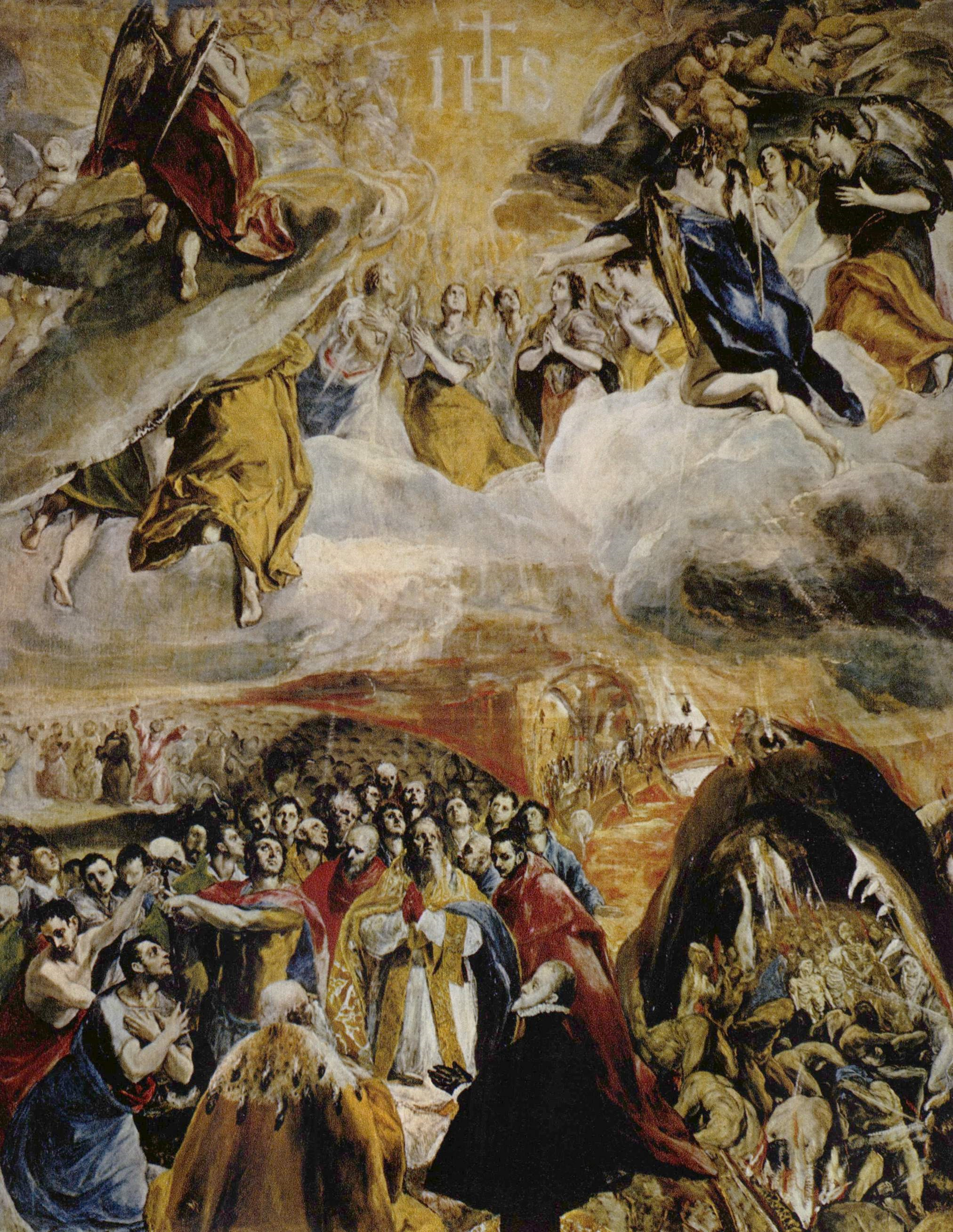
Adoración del nombre de Jesús, Alegoría de la Liga Santa o El sueño de Felipe II, del Greco.

En esa época el monasterio de El Escorial, cerca de Madrid, estaba concluyéndose y Felipe II había invitado al mundo artístico de Italia a que fuera a decorarlo. A través de Clovio y Orsini, el Greco conoció a Benito Arias Montano, humanista español y delegado de Felipe II, al clérigo Pedro Chacón y a Luis de Castilla, hijo natural de Diego de Castilla, deán de la catedral de Toledo. La amistad del Greco con Castilla le aseguraría sus primeros encargos importantes en Toledo.
En 1576 el artista abandonó Roma y tras pasar por Madrid llegó a Toledo en la primavera o quizá en julio de 1577. Fue en esta ciudad donde produjo sus obras de madurez. Toledo, además de ser la capital religiosa de España, por aquella época era también una de las ciudades más grandes de Europa. En 1571 la población de la ciudad era de unos sesenta y dos mil habitantes.
Los primeros encargos importantes en Toledo le llegaron de inmediato: el retablo mayor y dos laterales para la iglesia de Santo Domingo el Antiguo de Toledo. A estos retablos pertenecen La Asunción de la Virgen (Art Institute de Chicago) y La Trinidad (Museo del Prado). También le contrataron simultáneamente El expolio, para la sacristía de la catedral.
En la Asunción, basada en la composición de la Asunción de Tiziano (iglesia de Santa María dei Frari, Venecia), aparece el estilo personal del pintor, pero el planteamiento es plenamente italiano. También hay referencias al estilo escultural de Miguel Ángel en La Trinidad, de tintes renacentistas italianos y un marcado estilo manierista. Las figuras son alargadas y dinámicas, dispuestas en zigzag. Sorprende el tratamiento anatómico y humano a figuras de carácter divino, como Cristo o los ángeles. Los colores son ácidos, incandescentes y mórbidos y, junto con un juego de luces en contraste, dotan a la obra de un aire místico y dinámico. El giro hacia un estilo personal, diferenciándose de sus maestros, comienza a surgir en su trabajo, utilizando colores menos convencionales, agrupamientos más heterodoxos de personajes y proporciones anatómicas únicas.

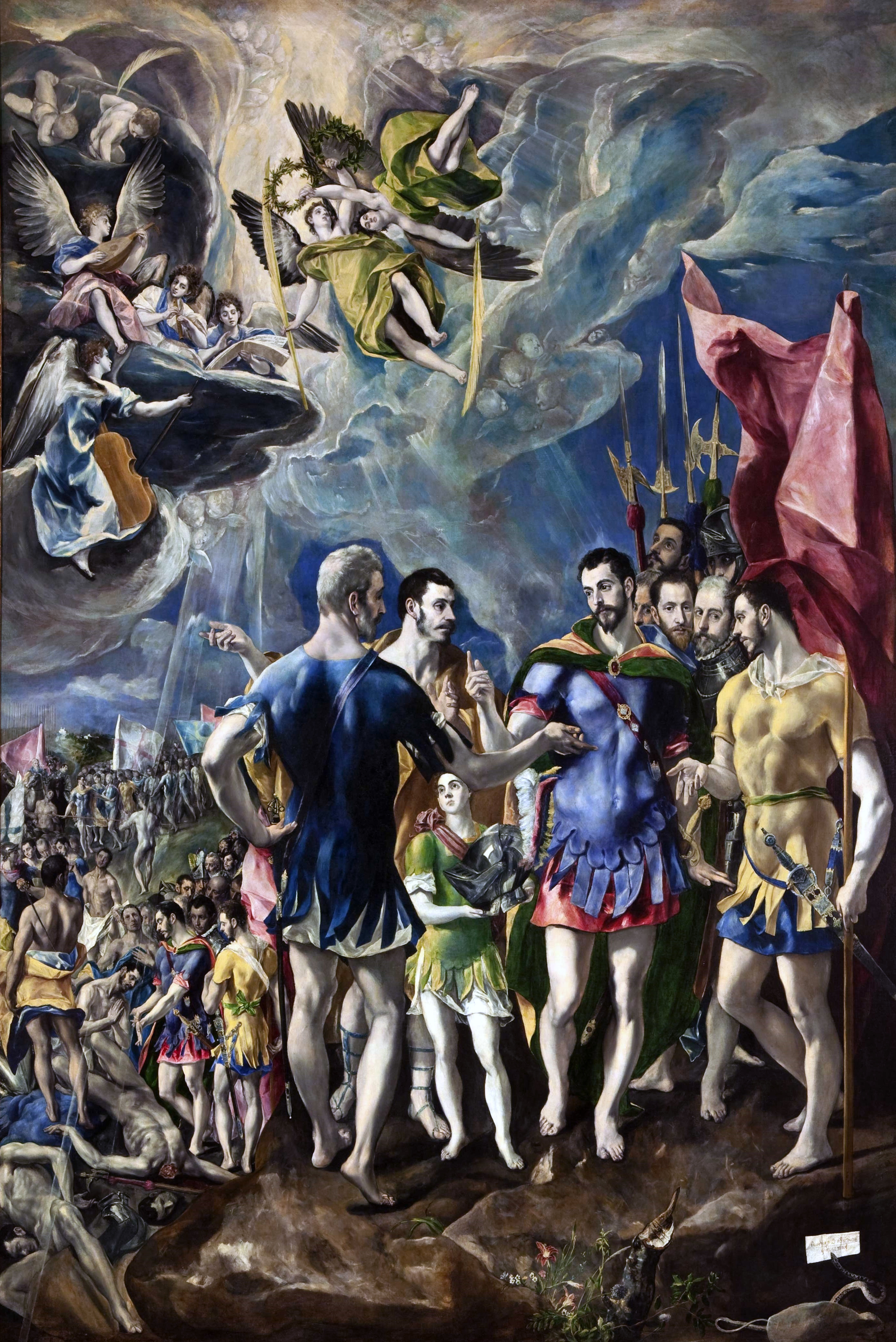
El martirio de San Mauricio (1580-82). Encargado por Felipe II para el monasterio de El Escorial, el cuadro no gustó al monarca.

Estas obras establecerían la reputación del pintor en Toledo y le dieron gran prestigio. Tuvo desde el principio la confianza de Diego de Castilla, así como clérigos e intelectuales de Toledo que reconocieron su valía. Pero en cambio, sus relaciones comerciales con sus clientes fueron desde el inicio complicadas a causa del pleito sobre el valor de El expolio, pues el cabildo de la catedral lo valoró en mucho menos de lo que pretendía el pintor.
El Greco no planeaba establecerse en Toledo, pues su objetivo era obtener el favor de Felipe II y hacer carrera en la corte. De hecho, consiguió dos importantes encargos del monarca: Adoración del nombre de Jesús (también conocido como la Alegoría de la Liga Santa o Sueño de Felipe II) y El martirio de San Mauricio y la legión tebana (1578-1582), ambos aún hoy en el monasterio de El Escorial. En la Alegoría mostró su capacidad para combinar complejas iconografías políticas con motivos ortodoxos medievales. Ninguna de estas dos obras gustó al rey, por lo que no le hizo más encargos. Según escribió fray José de Sigüenza, testigo de los hechos, «el cuadro de San Mauricio y sus soldados... no le contentó a su majestad».

#### Madurez

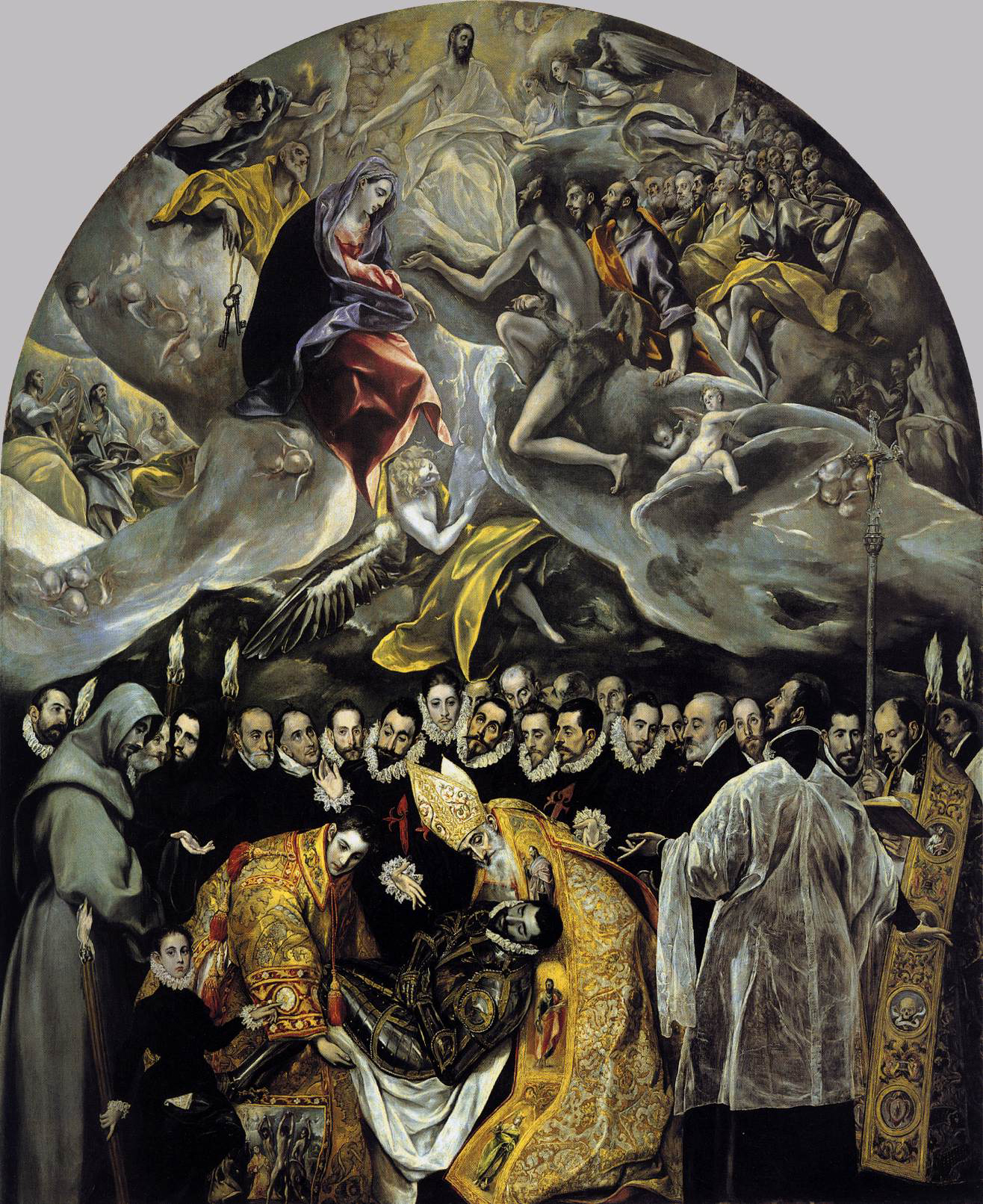
El entierro del conde de Orgaz (1586-1588, Santo Tomé, Toledo), su obra más conocida. Describe una leyenda local según la cual el conde fue enterrado por san Esteban y san Agustín. En la parte inferior, realista, recreó un entierro con la pompa del ; en la superior, idealizada, representó la Gloria y la llegada del alma del conde.

Faltándole el favor real, el Greco decidió permanecer en Toledo, donde había sido recibido en 1577 como un gran pintor.
En 1578 nació su único hijo, Jorge Manuel. La madre era Jerónima de las Cuevas, con la que no se llegó a casar y que se cree fue retratada en el cuadro La dama de armiño.
El 10 de septiembre de 1585 arrendó tres habitaciones en un palacio del marqués de Villena, que estaba subdividido en apartamentos. Allí residió, salvo el periodo entre 1590 y 1604, el resto de su vida.
En 1585 está documentada la presencia de su ayudante en el periodo romano, el pintor italiano Francisco Preboste, y había establecido un taller capaz de producir retablos completos, es decir, pinturas, escultura policromada y marcos arquitectónicos de madera dorada.
El 12 de marzo de 1586 obtuvo el encargo de El entierro del conde de Orgaz, hoy su obra más conocida. El cuadro, realizado para la iglesia de Santo Tomé en Toledo, se encuentra todavía en su lugar. Muestra el sepelio de un noble toledano en 1323, que según una leyenda local fue enterrado por los santos Esteban y Agustín. El pintor representó en la comitiva de forma anacrónica a personajes locales de su tiempo, incluyendo también a su hijo. En la parte superior, el alma del muerto asciende al cielo, densamente poblado de ángeles y de santos. El entierro del conde de Orgaz muestra ya su característica elongación longitudinal de las figuras, así como el horror vacui (miedo al vacío), aspectos que se harían cada vez más acusados a medida que el Greco envejecía. Estos rasgos provenían del manierismo, y persistieron en el trabajo del Greco aunque habían sido abandonados por la pintura internacional algunos años antes.
También el pago de este cuadro motivó otro pleito: el precio en que fue tasado, 1200 ducados, pareció excesivo al párroco de Santo Tomé, que solicitó una segunda tasación estableciéndose en 1600 ducados. El párroco solicitó entonces que no se tuviera en cuenta esta segunda tasación, aceptando el Greco cobrar solo 1200 ducados. Los litigios sobre el precio de sus obras importantes fueron una característica constante en la vida profesional del Greco y han dado lugar a numerosas teorías para explicarlo.

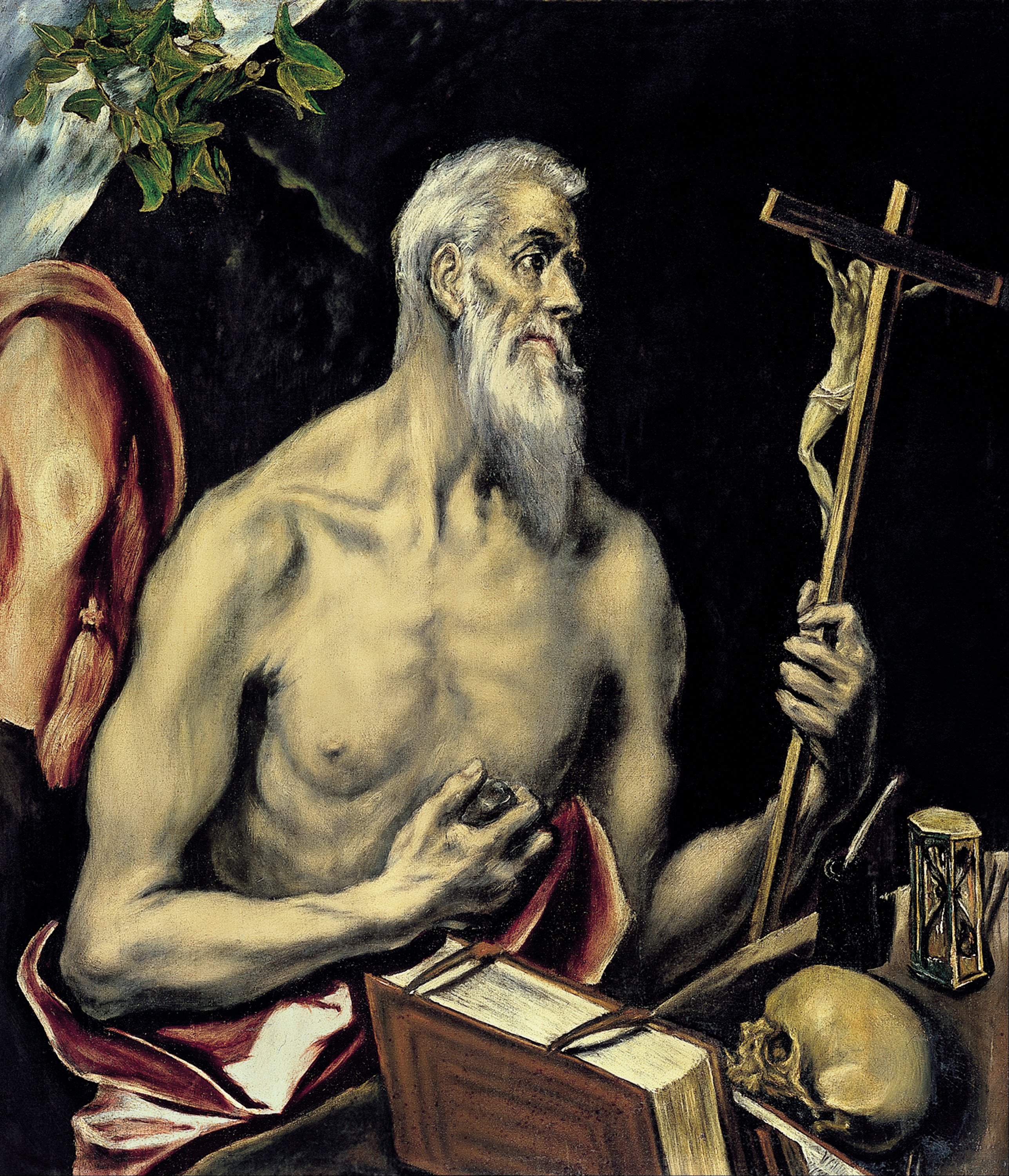
San Jerónimo (h. 1600). Real Academia de Bellas Artes de San Fernando.

El periodo de su vida entre 1588 y 1595 está poco documentado. A partir de 1580 pintó temas religiosos, entre los que destacan sus lienzos sobre santos: San Juan Evangelista y San Francisco (h. 1590-1595, Madrid, colección particular), Las lágrimas de san Pedro, La Sagrada familia (1595, Toledo, Hospital Tavera), San Andrés y San Francisco (1595, Madrid, Museo del Prado) y San Jerónimo (principios del siglo XVII, Madrid, colección particular) Otro san Jerónimo fechado en 1600 de gran calidad se conserva en la Real Academia de Bellas Artes de San Fernando, comparable solo con el conservado en la National Gallery de Escocia. También realizó retratos como El caballero de la mano en el pecho (1585, Madrid, Museo del Prado). 

#### Último periodo

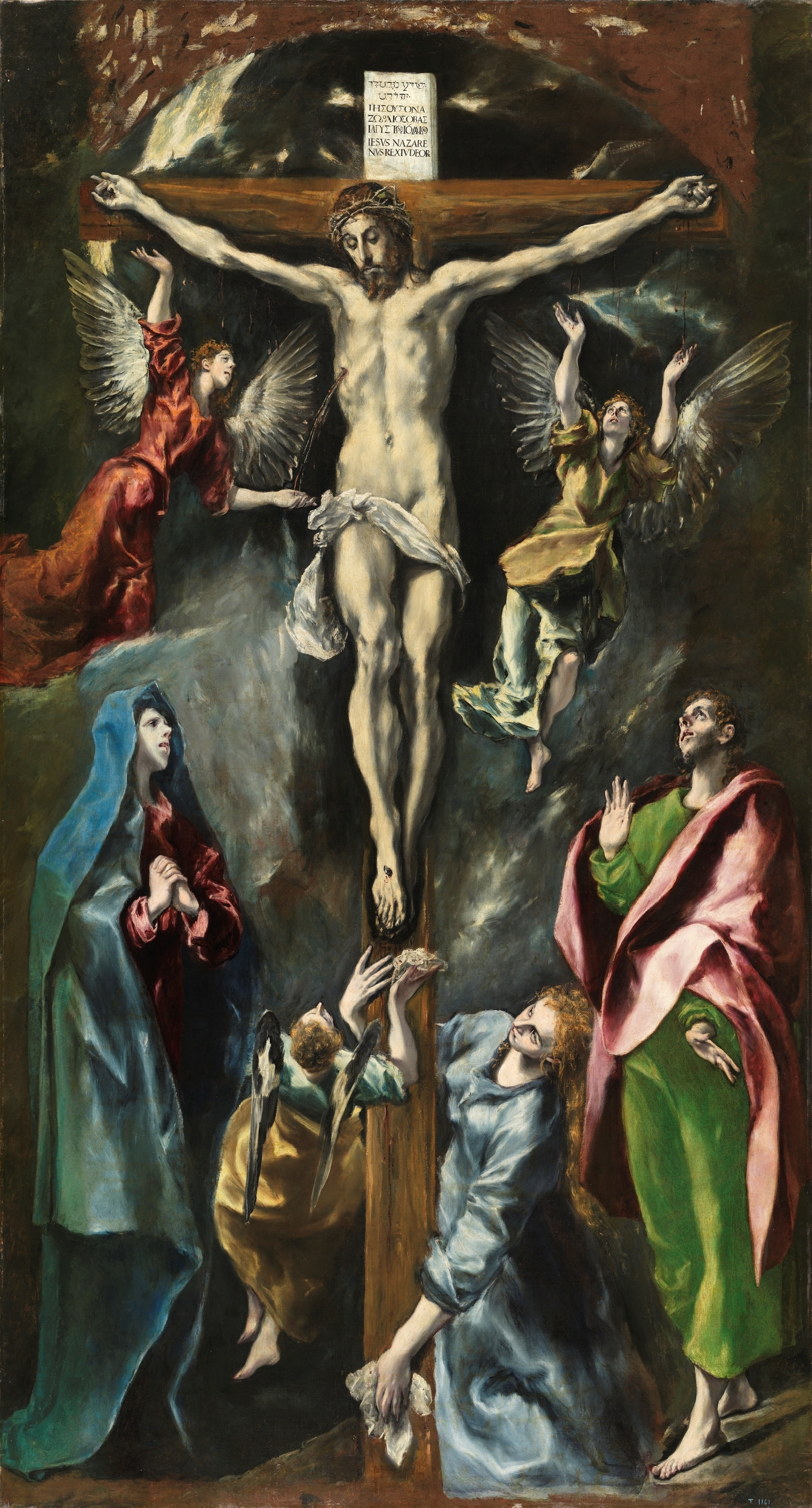
La crucifixión, del colegio de María de Aragón (1597-1600). Esta iconografía habitual fue concebida con sus figuras alargadas en una atmósfera nocturna y claustrofóbica. Meier-Graefe destacó la elipse compositiva que forman las cabezas y Gudiol el intenso modelado de Cristo en una especie de soledad esencial.

Desde 1596 se produjo un gran aumento de encargos que se mantuvo hasta su muerte. Las razones son varias: la reputación alcanzada por el artista en los años anteriores, el prestigio y amistad con un grupo de mecenas locales que le proporcionaron con regularidad encargos importantes y también, desde 1600, la participación en el taller de su hijo Jorge Manuel, que consiguió encargos en los pueblos cercanos a Toledo. La última década del siglo XVI fue un periodo crucial en su arte pues en él se desarrolló su estilo tardío.
Aunque le habían fallado los mecenas que inicialmente buscó: el rey Felipe II y la catedral toledana, que le hubiesen proporcionado un cargo seguro y lucrativo, al final encontró sus mecenas en un grupo de hombres de iglesia cuyo objetivo era propagar la doctrina de la Contrarreforma, pues la carrera del Greco coincidió con el momento de la reafirmación católica contra el protestantismo propiciada por el Concilio de Trento, que tenía en la archidiócesis de Toledo la sede primada del catolicismo español. Así, el Greco ilustró las ideas de la Contrarreforma, como se comprueba en su repertorio de temas: representaciones de santos, tal como defendía la Iglesia como intercesores de los hombres ante Cristo; penitentes que remarcaban el valor de la confesión que rechazaban los protestantes; la glorificación de la Virgen María, igualmente puesta en entredicho por los protestantes; por el mismo motivo se resaltaban los cuadros sobre la Sagrada Familia. El Greco fue un artista que sirvió a los ideales de la Contrarreforma mediante el diseño de retablos que exponían y resaltaban las principales devociones católicas.
La fama del pintor atrajo a muchos clientes que solicitaban réplicas de sus obras más conocidas. Estas copias realizadas en grandes cantidades por su taller, hoy todavía crean confusión en su catálogo de obras auténticas.
En 1596 firmó el primer encargo importante de este periodo, el retablo para la iglesia de un seminario agustino de Madrid, el Colegio de doña María de Aragón, pagado con fondos que esta señora especificó en su testamento. En 1597 se comprometió con otro importante trabajo, tres retablos para una capilla privada de Toledo dedicada a san José. A estos retablos pertenecen los cuadros San José con el Niño Jesús, San Martín y el mendigo y la Virgen con el Niño y las santas Inés y Martina. Sus figuras son cada vez más alargadas y retorcidas, sus cuadros más estrechos y altos, su interpretación personalísima del manierismo alcanza su culminación.

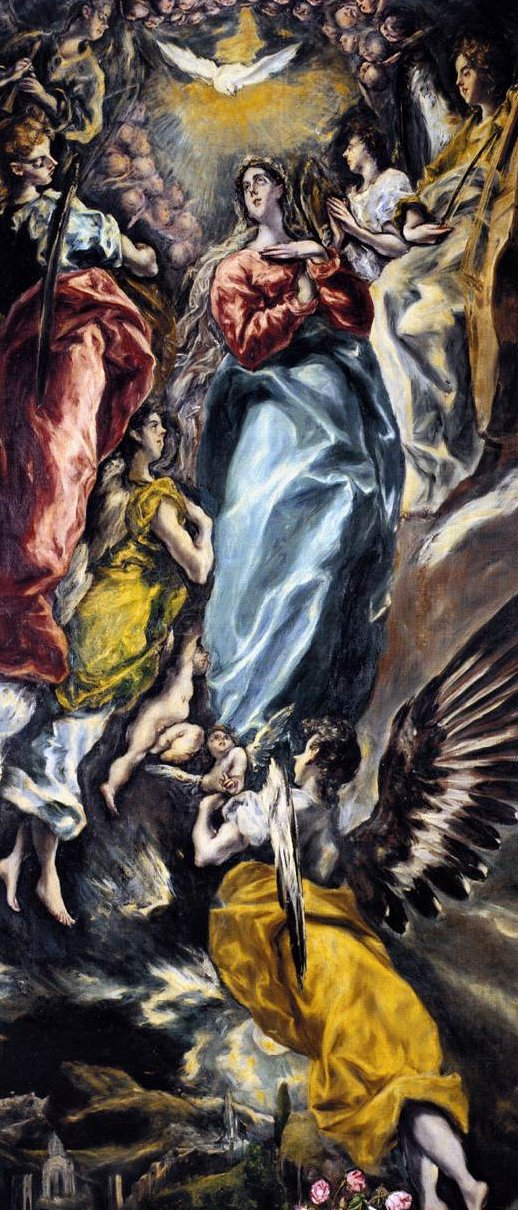
Inmaculada Concepción, capilla Oballe de Toledo (1608-13).

A través de su hijo, en 1603 consiguió un nuevo contrato para realizar el retablo del Hospital de la Caridad de Illescas. Por razones desconocidas aceptó que la tasación final fuera realizada por tasadores nombrados por el Hospital. Estos fijaron un precio muy reducido de 2410 ducados, lo que provocó un largo pleito que llegó hasta la Cancillería Real de Valladolid y al Nuncio papal de Madrid. El litigio terminó en 1607 y, aunque se hicieron tasaciones intermedias entorno de los 4000 ducados, al final se pagó una cantidad similar a la establecida inicialmente. El varapalo de Illescas afectó gravemente a la economía del Greco, que tuvo que recurrir a un préstamo de 2000 ducados de su amigo Gregorio de Angulo.
A finales de 1607, el Greco se ofreció a terminar la capilla de Isabel de Oballe, que había quedado inconclusa por el fallecimiento del pintor Alessandro Semini. El artista, ya con 66 años, se comprometió sin gastos complementarios a corregir las proporciones del retablo y a sustituir una Visitación. La Inmaculada Concepción para esta capilla es una de sus grandes obras tardías, los alargamientos y los retorcimientos nunca antes habían sido tan exagerados o tan violentos, la forma alargada del cuadro concuerda con las figuras que se elevan hacia el cielo, lejos de las formas naturales.
Sus últimos retablos importantes incluyeron un retablo mayor y dos laterales para la capilla del Hospital Tavera, siendo contratado el 16 de noviembre de 1608 con un plazo de ejecución de cinco años. El quinto sello del Apocalipsis, lienzo para uno de los retablos laterales, muestra el genio del Greco en sus últimos años.
En agosto de 1612, el Greco y su hijo acordaron con las monjas de santo Domingo el Antiguo contar con una capilla para el enterramiento familiar. Para ella, el artista realizó La Adoración de los pastores. Es una obra maestra en todos sus detalles: los dos pastores de la derecha son muy alargados, las figuras manifiestan el estupor y la adoración de forma conmovedora. La luz destaca dando a cada personaje importancia en la composición. Los colores nocturnos son brillantes y con fuertes contrastes entre el rojo anaranjado, el amarillo, el verde, azul y rosa.
El 7 de abril de 1614 falleció con setenta y tres años, siendo enterrado en Santo Domingo el Antiguo. Unos días después, Jorge Manuel realizó un primer inventario de los pocos bienes de su padre, incluyendo las obras terminadas y en ejecución que se hallaban en el taller. Posteriormente, con motivo de su segundo matrimonio en 1621, Jorge Manuel realizó un segundo inventario donde se incluyeron obras no registradas en el primero. El panteón debió ser trasladado antes de 1619 a San Torcuato, debido a una disputa con las monjas de Santo Domingo, y fue destruido al demolerse la iglesia en el siglo XIX.
Su vida, llena de orgullo e independencia, siempre tendió al afianzamiento de su particular y extraño estilo, evitando las imitaciones. Coleccionó volúmenes valiosos, que formaron una maravillosa biblioteca. Un contemporáneo lo definió como un «hombre de hábitos e ideas excéntricos, tremenda determinación, extraordinaria reticencia y extrema devoción». Por estas u otras características, fue una voz respetada y un hombre celebrado, convirtiéndose en un artista incuestionablemente español. Fray Hortensio Félix Paravicino, predicador y poeta del siglo XVII español, escribió de él, en un conocido soneto: «Creta le dio la vida, y los pinceles / Toledo mejor patria, donde empieza / a lograr con la muerte eternidades».

## Análisis artístico

### Estilo y técnica pictórica
La formación del Greco le permitió lograr una conjunción entre el diseño manierista y el color veneciano. Sin embargo, en Italia los artistas estaban divididos: los manieristas romanos y florentinos defendían el dibujo como primordial en la pintura y ensalzaban a Miguel Ángel, considerando el color inferior, y denigraban a Tiziano; los venecianos, en cambio, señalaban a Tiziano como el más grande, y atacaban a Miguel Ángel por su imperfecto dominio del color. El Greco, como artista formado en ambas escuelas, se quedó en medio, reconociendo a Tiziano como artista del color y a Miguel Ángel como maestro del diseño. Aun así, no dudó en desacreditar con dureza a Miguel Ángel por su tratamiento del color. Pero los estudiosos coinciden en señalar que fue una crítica engañosa, pues la estética del Greco compartía los ideales de Miguel Ángel de primacía de la imaginación sobre la imitación en la creación artística. Sus escritos fragmentarios en varios márgenes de libros indican su adhesión a las teorías manieristas, y permiten comprender que su pintura no fue fruto de visiones espirituales o reacciones emocionales, sino que trataba de crear un arte artificial y antinaturalista.

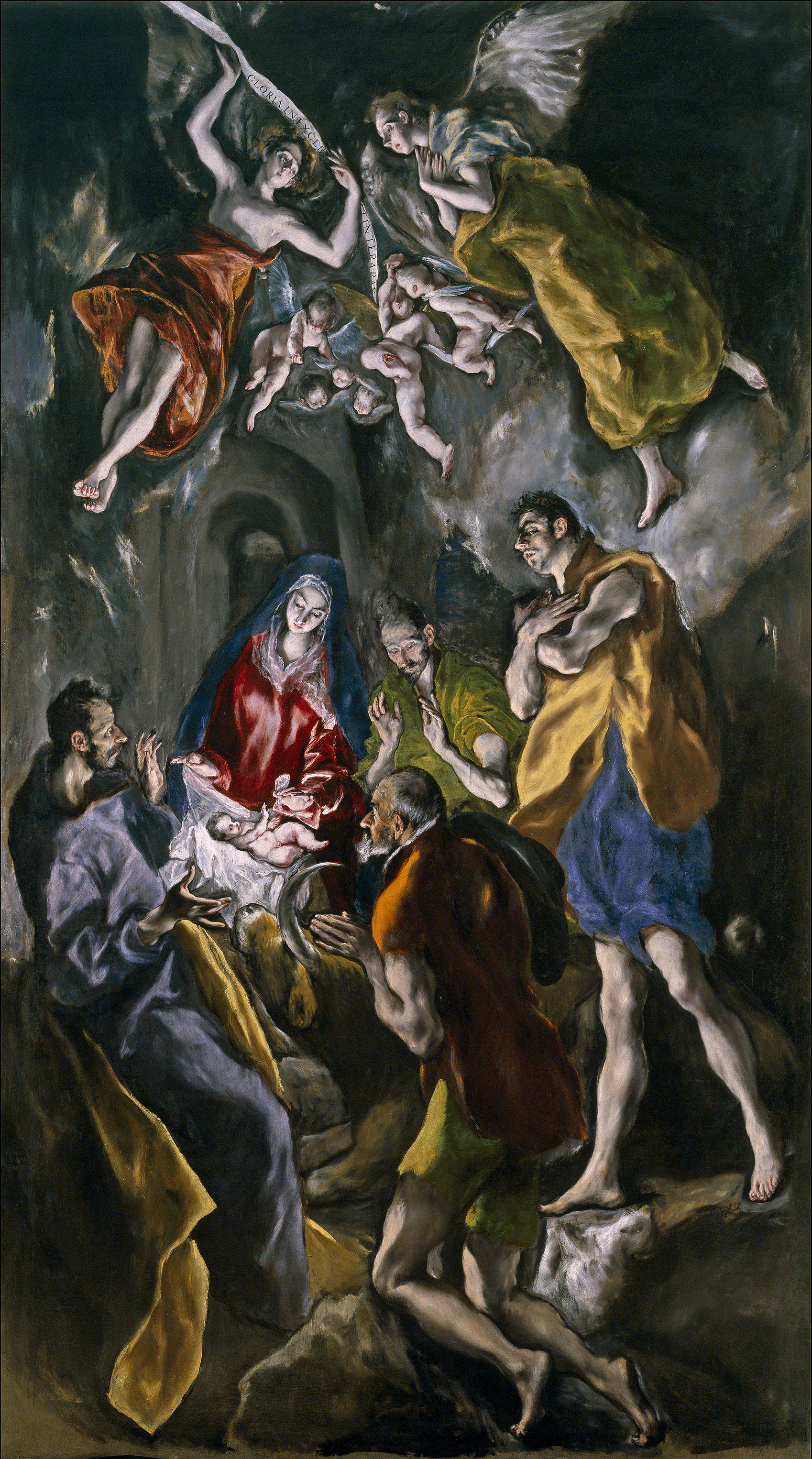
Adoración de los pastores (1612-1614), una de sus últimas composiciones destinada a su capilla funeraria. Su estilo final es dramático y antinaturalista, intensificando los elementos artificiales e irreales: cuerpos muy largos en cabezas pequeñas iluminados con luces fuertes y estridentes.

Pero su aprendizaje veneciano tuvo también importantes consecuencias en su concepción del arte. Así, los artistas venecianos habían desarrollado una forma de pintar claramente diferente de los manieristas romanos: la riqueza y variedad del color, la preponderancia del naturalismo frente al dibujo y la manipulación del pigmento como recurso expresivo. Los venecianos, en contraste con el pulido acabado de los romanos, modelaban las figuras y objetos con una técnica como de apunte, abocetada, que conseguía una gran profundidad y brillantez en los colores. La pincelada del Greco también estuvo muy influida por el estilo veneciano, tal como señaló Pacheco al visitarle en 1611: retocaba sus pinturas una y otra vez hasta conseguir un acabado aparentemente espontáneo, como de apunte, que para él significaba virtuosismo. Sus cuadros presentan una multitud de pinceladas no fundidas en superficie, lo que los observadores de entonces, como Pacheco, llamaron crueles borrones. Pero no solo empleó la paleta de colores veneciana y sus tonalidades ricas y saturadas; también usaba los estridentes y arbitrarios colores que gustaban a los pintores de la maniera, amarillos verdes chillones, rojos anaranjados y grises azulados. La admiración que sentía por las técnicas venecianas la expresó de la siguiente forma en uno de sus escritos: «La imitación de los colores la tengo yo por la mayor dificultad...». Siempre se ha reconocido que el Greco superó esta dificultad.
En los treinta y siete años que el Greco vivió en Toledo, su estilo se transformó profundamente. Pasó de un estilo italianizante en 1577 a evolucionar en 1600 a uno muy dramático, propio y original, intensificando sistemáticamente los elementos artificiales e irreales: cabezas pequeñas descansando en cuerpos cada vez más largos; la luz cada vez más fuerte y estridente, blanqueando los colores de los ropajes, y un espacio poco profundo con superpoblación de figuras, que dan la sensación de una superficie plana. En sus últimos quince años, el Greco llevó la abstracción de su estilo hasta límites insospechados. Sus últimas obras tienen una intensidad extraordinaria, hasta el punto que algunos estudiosos buscaron razones religiosas, asignándole el papel de visionario y místico. Consiguió imprimir a sus obras un fuerte impacto espiritual alcanzando el objetivo de la pintura religiosa: inspirar emoción y también reflexión. Su dramática y, a veces, teatral presentación de los asuntos y figuras eran vivos recordatorios de las glorias del Señor, de la Virgen y de sus santos.
El arte del Greco fue una síntesis entre Venecia y Roma, entre el color y el dibujo, entre el naturalismo y la abstracción. Consiguió un estilo propio que implantaba las técnicas venecianas en el estilo y el pensamiento manierista. En sus notas a Vitruvio dejó una definición de su idea de la pintura:

La pintura […] es moderadora de todo lo que se ve, y si yo pudiera expresar con palabras lo que es el ver del pintor, la vista parecería como una cosa extraña por lo mucho que concierne a muchas facultades. Pero la pintura, por ser tan universal, se hace especulativa.

La cuestión de hasta qué punto, en su profunda transformación toledana, el Greco recurrió a su experiencia anterior como pintor de iconos bizantinos se ha debatido desde comienzos del siglo XX. Algunos historiadores del arte han afirmado que la transformación del Greco se hundía firmemente en la tradición bizantina y que sus características más individuales derivan directamente del arte de sus ancestros, mientras que otros han argumentado que el arte bizantino no puede relacionarse con la obra tardía del Greco. Álvarez Lopera señala que hay un cierto consenso entre los especialistas sobre que en su obra de madurez utilizó ocasionalmente esquemas compositivos e iconográficos procedentes de la pintura bizantina.

Laocoonte (1614): Libre interpretación con Toledo al fondo del grupo escultórico griego Laocoonte y sus hijos. En su evolución fue alargando las figuras haciéndolas más sinuosas buscando posturas retorcidas y complejas.

Para Brown, es de gran importancia el papel desarrollado por los mecenas toledanos del pintor, hombres eruditos que supieron admirar su obra, que fueron capaces de seguirlo y financiarlo en su incursión por esferas artísticas inexploradas. Recuerda Brown que sus últimos cuadros, nada convencionales, los pintó para adornar instituciones religiosas regidas por estos hombres. Finalmente, señala que la adhesión de estos hombres a los ideales de la Contrarreforma permitió al Greco desarrollar un estilo enormemente complejo de pensamiento que sirvió para representar los temas religiosos con enorme claridad.
El historiador del siglo XVII Giulio Mancini expresó la pertenencia del Greco a las dos escuelas, manierista y veneciana. Señaló al Greco entre los artistas de Roma que habían iniciado una “revisión ortodoxa” de las enseñanzas de Miguel Ángel, pero igualmente señaló las diferencias, manifestando que como discípulo de Tiziano era buscado por su estilo “resuelto y fresco”, frente al modo estático que se imponía entonces en Roma.
El tratamiento de sus figuras es manierista: en su evolución no solo fue alargando las figuras, sino haciéndolas más sinuosas, buscando posturas retorcidas y complejas —la figura serpentinata—. Era lo que los pintores manieristas llamaban “furia” de la figura, y consideraban que la forma ondulante de la llama del fuego era la más apropiada para representar la belleza. Él mismo consideraba las proporciones alargadas más bellas que las de tamaño natural, según se desprende de sus propios escritos.
Otra característica de su arte es la ausencia de naturaleza muerta. Su tratamiento del espacio pictórico evita la ilusión de la profundidad y el paisaje, habitualmente desarrollaba sus asuntos en espacios indefinidos que aparecen aislados por una cortina de nubes. Sus grandes figuras se concentran en un espacio reducido próximo al plano del cuadro, a menudo apiñadas y superpuestas.
El tratamiento que da a la luz es muy diferente del habitual. En sus cuadros nunca brilla el sol, cada personaje parece tener dentro su propia luz o refleja la luz de una fuente no visible. En sus últimos cuadros la luz se hace más fuerte y brillante, hasta el punto de blanquear el fondo de los colores. Este empleo de la luz concuerda con su antinaturalismo y su estilo cada vez más abstracto.
El historiador del arte Max Dvořák fue el primero que relacionó el estilo del Greco con el manierismo y el antinaturalismo. Actualmente se caracteriza el estilo del Greco como «típicamente manierista».
El Greco también destacó como retratista, siendo capaz de representar los rasgos del modelo y de transmitir su carácter. Sus retratos son menores en número que sus pinturas religiosas. Wethey dice que «por medios simples, el artista creaba una memorable caracterización que le coloca en el más alto rango de los retratistas, junto a Tiziano y Rembrandt».

### Al servicio de la Contrarreforma

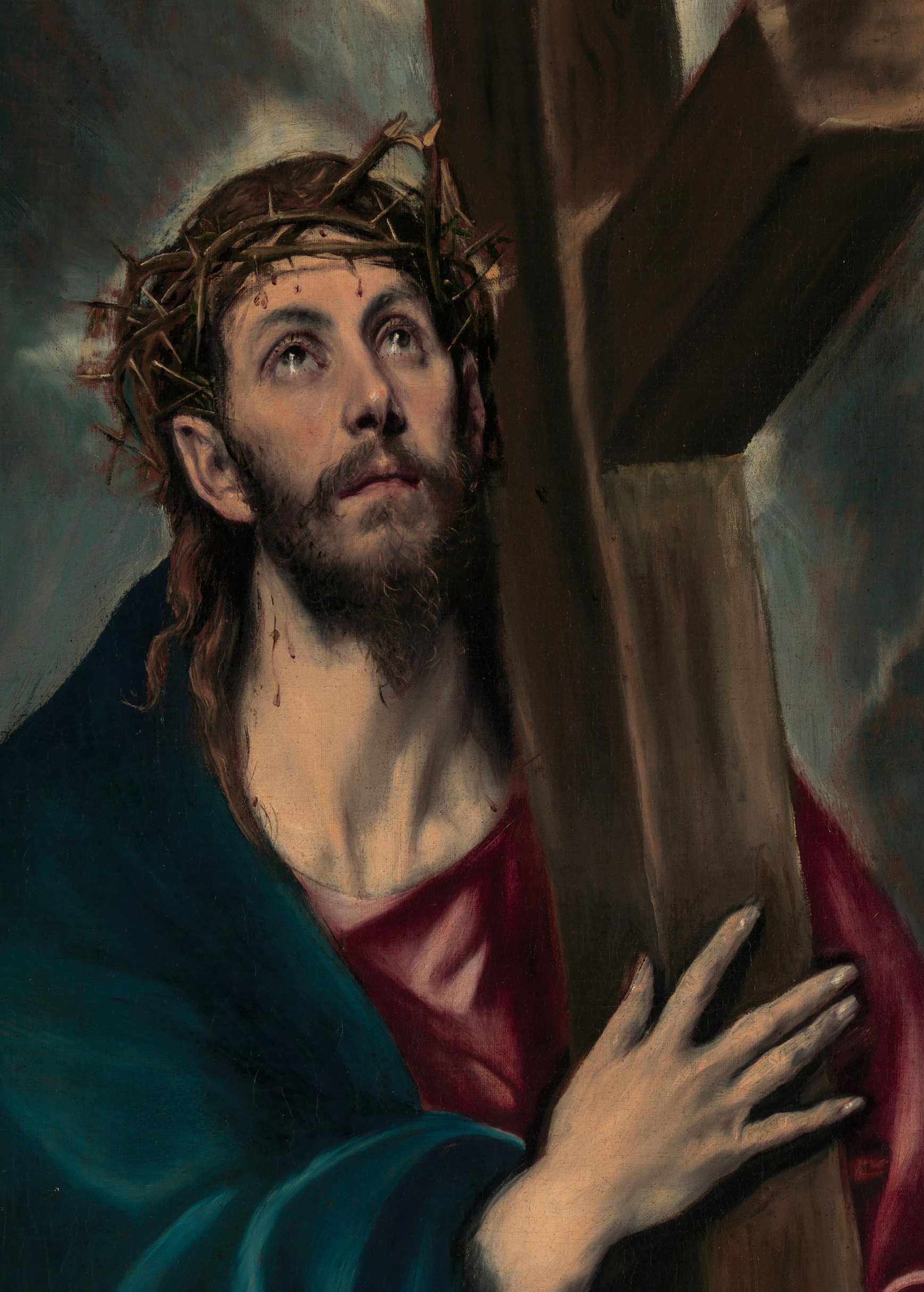
Detalle de Cristo abrazado a la cruz (1580-85). Cristo está idealizado sin sufrimiento, destacando el significado de la salvación. Nos lo muestra sereno y triunfante, mirando al cielo, la cruz no parece pesada. Eran los ideales de la Contrarreforma.

Los mecenas del Greco eran en su mayoría eclesiásticos cultos y relacionados con la sede primada del catolicismo español, que era la archidiócesis de Toledo. La carrera del Greco coincidió con el momento culminante de la reafirmación católica contra el protestantismo, por lo que los cuadros que le encargaban sus mecenas seguían las directivas artísticas de la Contrarreforma. El Concilio de Trento, concluido en 1563, había reforzado los artículos de fe. Los obispos eran los responsables de velar por el cumplimiento de la ortodoxia, y los sucesivos arzobispos de Toledo impusieron la obediencia a las reformas a través del Consejo de la archidiócesis. Este organismo, con el que el Greco estuvo estrechamente relacionado, tenía que aprobar todos los proyectos artísticos de la diócesis que debían ceñirse fielmente a la teología católica.
El Greco estuvo al servicio de las tesis de la Contrarreforma como se pone de manifiesto en su repertorio temático: gran parte de su obra está dedicada a la representación de santos, cuyo papel de intercesores del hombre ante Cristo era defendido por la Iglesia. Destacó el valor de la confesión y la penitencia, que los protestantes discutían, con múltiples representaciones de santos penitentes y también de María Magdalena. Otra parte importante de su obra ensalza a la Virgen María, cuya maternidad divina era negada por los protestantes y defendida en España, habida cuenta de la gran devoción que se le tenía en el catolicismo español.

### Cultura
En cuanto a la erudición del Greco, se han conservado dos inventarios de su librería elaborados por su hijo Jorge Manuel Teotocópuli: el realizado pocos días después del fallecimiento del pintor y otro, más detallado, efectuado con motivo de su matrimonio; poseía 130 ejemplares (menos que los quinientos que tenía Rubens, pero más que los del pintor medio de la época), cantidad no desdeñable que hacía de su propietario un pintor filósofo y cosmopolita y, pese al lugar común, menos neoplatónico que aristotélico, pues era dueño de tres volúmenes del Estagirita y ninguno de Platón o Plotino. Algunos de sus libros están cuidadosamente anotados, como el Tratado de arquitectura de Vitruvio y las famosas Vidas de los mejores arquitectos, pintores y escultores italianos de Giorgio Vasari. Como es natural, la cultura griega domina y mantuvo el gusto por las lecturas italianas contemporáneas; no es demasiado extensa, después de todo, la sección de libros religiosos (11 y sin anotar); consideraba a la pintura una ciencia especulativa y tenía una particular fijación por los estudios de arquitectura, lo que echa por tierra el tópico de que el Greco olvidase la perspectiva al llegar a España: por cada tratado de pintura contaba con cuatro de perspectiva.

### El trabajo del taller

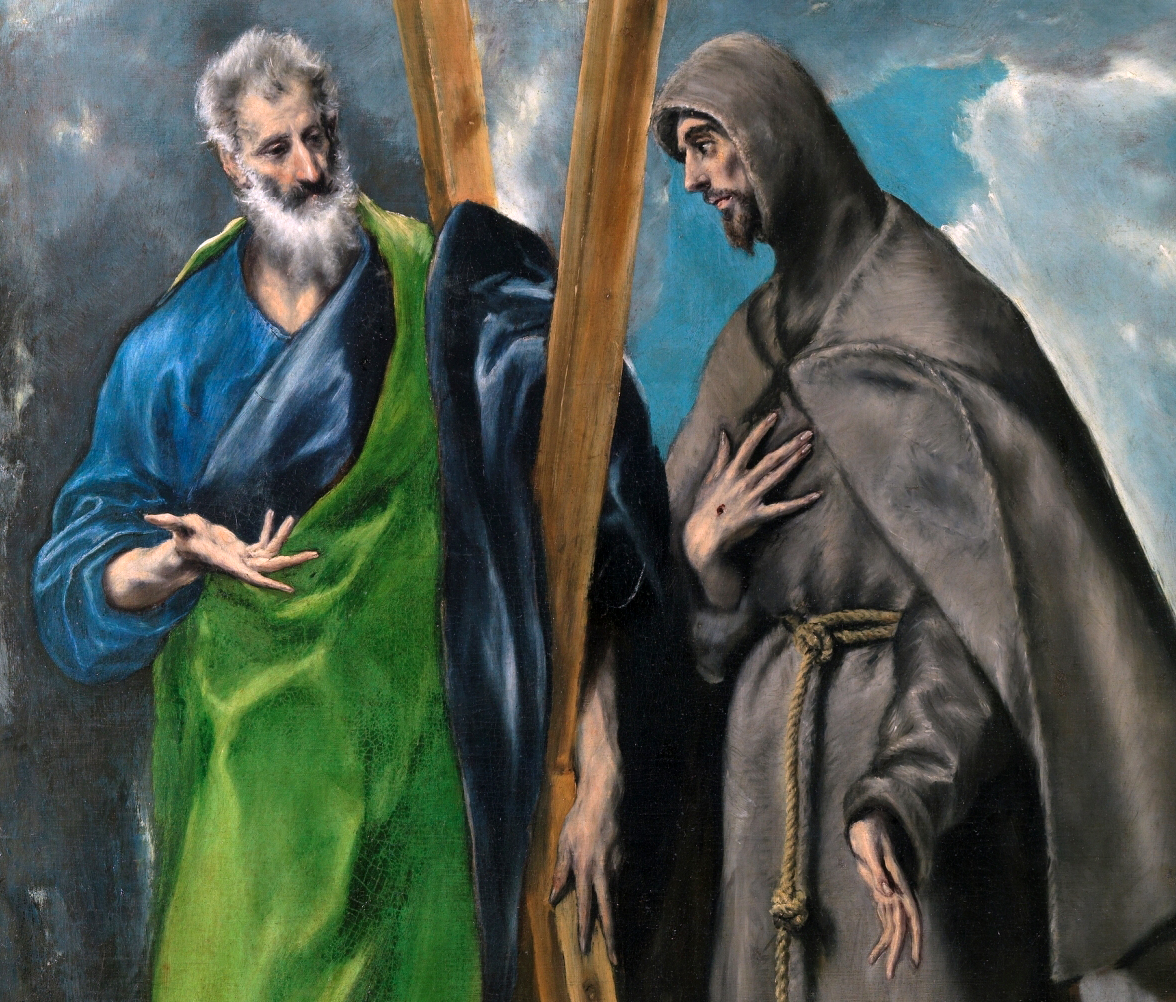
Detalle de San Andrés y san Francisco (1595).

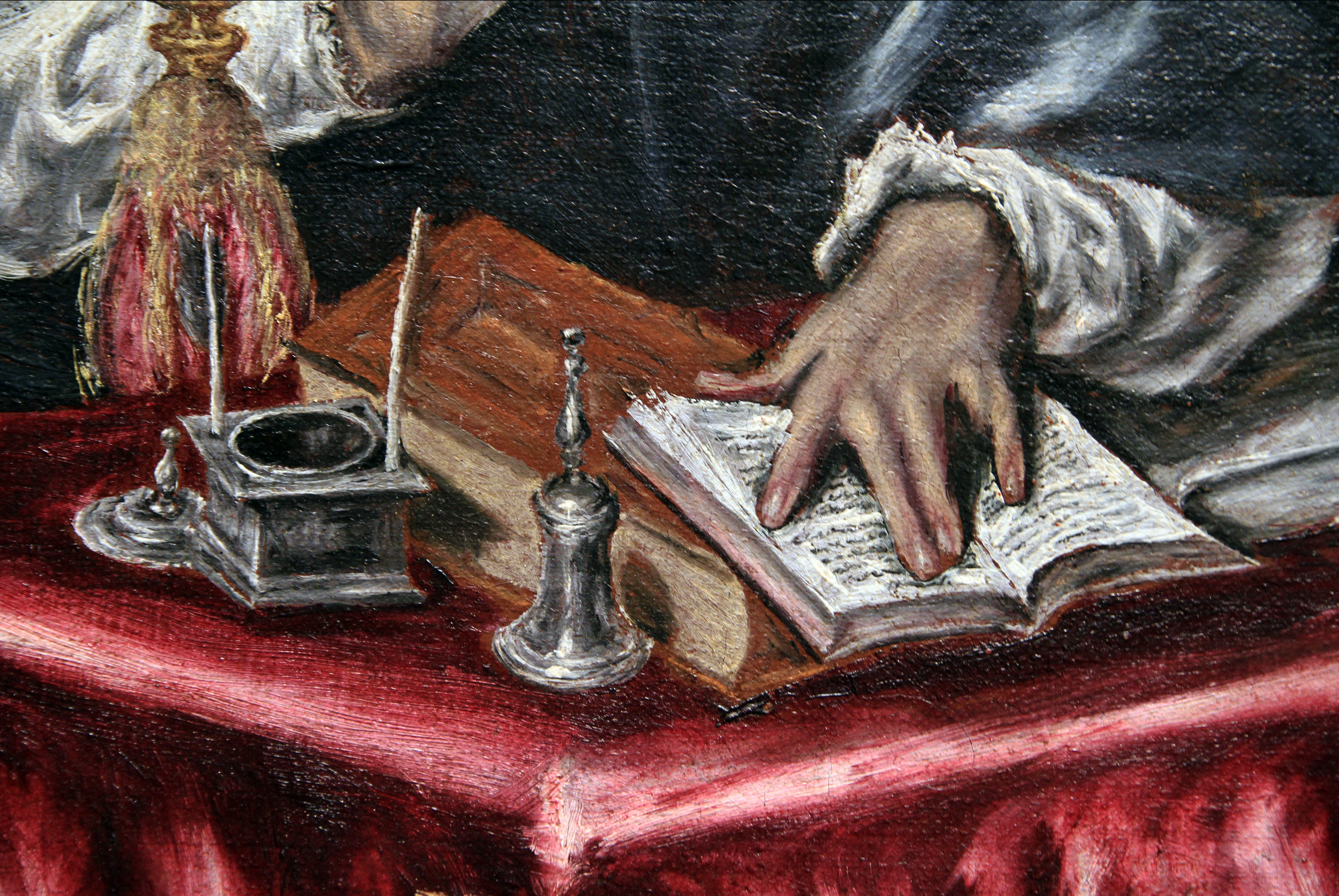
Detalle de San Ildefonso (1603).

Además de los cuadros de su propia mano, hay un importante número de obras producidas en su taller por ayudantes que, bajo su dirección, seguían bocetos suyos. Se estima que son del orden de trescientos los lienzos del taller, que todavía en algunos estudios son admitidos como obras autógrafas. Estas obras están realizadas con los mismos materiales, con los mismos procedimientos y siguiendo sus modelos; en ellas intervenía el artista parcialmente, pero la mayor parte del trabajo la realizaban sus ayudantes. Lógicamente, esta producción no tiene la misma calidad que sus obras autógrafas. Realmente, no tuvo sino solamente un discípulo de nota, Luis Tristán (Toledo, 1585-íd. 1624).
El pintor organizó su producción a niveles distintos: los grandes encargos los realizaba en su totalidad él mismo, mientras que sus ayudantes realizaban lienzos más modestos, con iconografías destinadas a la devoción popular. La organización de la producción, contemplando obras totalmente autógrafas del maestro, otras con su intervención parcial y un último grupo realizado totalmente por sus ayudantes, permitía trabajar con varios precios, pues el mercado de la época no siempre podía pagar las elevadas tarifas del maestro.
En 1585 fue seleccionando tipologías e iconografías, formando un repertorio en el que trabajó repetidamente con un estilo cada vez más fluido y dinámico. El éxito popular de sus cuadros de devoción, muy buscados por su clientela toledana para capillas y conventos, le llevó a elaborar varios temas. Algunos interesaban especialmente, repitiendo de ellos numerosas versiones: San Francisco en éxtasis o estigmatizado, la Magdalena, San Pedro y San Pablo, la Santa Faz o la Crucifixión.
En Toledo había trece conventos franciscanos, quizás por ello uno de los temas más demandados sea San Francisco. Del taller del Greco salieron del orden del centenar de cuadros sobre este santo, de ellos 25 son autógrafos reconocidos, el resto son obras en colaboración con el taller o copias del maestro. Estas imágenes, dramáticas y sencillas, muy similares, con solo pequeñas variaciones en los ojos o en las manos, tuvieron gran éxito.
También el tema de la Magdalena arrepentida, símbolo de la confesión de los pecados y de la penitencia en la Contrarreforma, era muy solicitado. El pintor desarrolló al menos cinco tipologías diferentes de este tema, las primeras basadas en modelos tizianescos y las últimas totalmente personales.
Al taller acudían clientes de Toledo y de otras ciudades españolas atraídos por la inspiración del pintor. Entre 1585 y 1600 salieron del taller numerosos cuadros de altar y retratos, destinados a iglesias, conventos y particulares. Algunos son de gran calidad, otros más sencillos son obras de sus colaboradores, aunque casi siempre firmados por el maestro.
Desde 1585, el Greco mantuvo a su ayudante italiano Francisco Preboste, que trabajaba con él desde el periodo romano. A partir de 1600, el taller ocupaba veinticuatro estancias, un jardín y un patio. En estos primeros años del siglo cobró relevancia en su taller la presencia de su hijo y nuevo ayudante Jorge Manuel Theotocópuli, que entonces contaba veinte años. También trabajó en el taller su discípulo Luis Tristán, además de otros colaboradores.
Francisco Pacheco, pintor y suegro de Diego Velázquez, describió el taller que visitó en 1611: citó un gran armario, lleno de modelos de arcilla hechos por el Greco y que empleaban en su trabajo. Le sorprendió contemplar en un almacén copias al óleo, en pequeño formato, de todo lo que el Greco había pintado en su vida.
Una de las producciones más característica del taller de la última época son los ciclos de los Apóstoles, representados de medio busto o de tres cuartos con sus símbolos correspondientes. A veces se les representaba por parejas. Son figuras ascéticas, de siluetas enjutas y alargadas, que recuerdan a los iconos griegos.

### Escultura y arquitectura
En esa época en España la principal forma de decoración de las iglesias eran los retablos, que constaban de pinturas, esculturas policromadas y una estructura arquitectónica de madera dorada. El Greco instaló un taller donde se llegaron a realizar todas estas labores, y participó en el diseño arquitectónico de varios retablos. Se tiene constancia de sus estudios sobre la arquitectura de la época, pero su labor como arquitecto se reduce a su participación en algunos retablos que le encargaron.
Pacheco, en su visita al taller de 1611, citó los pequeños modelos de yeso, barro y cera realizados por el Greco y que le servían para preparar sus composiciones. Del estudio de los contratos que firmó el Greco, San Román concluyó que este nunca realizó las tallas de los retablos, aunque en algunos casos facilitó al escultor dibujos y modelos para las mismas. Wethey acepta como esculturas del Greco La imposición de la casulla a San Ildefonso que formaba parte del marco de El expolio y el Cristo resucitado que coronaba el retablo del Hospital de Tavera.
En 1945, el conde de las Infantas adquirió las esculturas de Epimeteo y Pandora en Madrid y demostró que eran obra del Greco pues hay relaciones estilísticas con su producción pictórica y escultórica. Xavier de Salas interpretó que estas figuras eran representaciones de Epimeteo y Pandora viendo en ellas una reinterpretación del David de Miguel Ángel con ligeras variaciones: figuras más alargadas, distinta posición de la cabeza y las piernas menos abiertas. Salas también señaló que Pandora corresponde a una inversión de la figura de Epimeteo, aspecto característico del manierismo. Puppi consideró que fueron modelos para determinar la posición más acertada de las figuras de la derecha de la pintura del Laocoonte.

### Reconocimiento histórico de su pintura

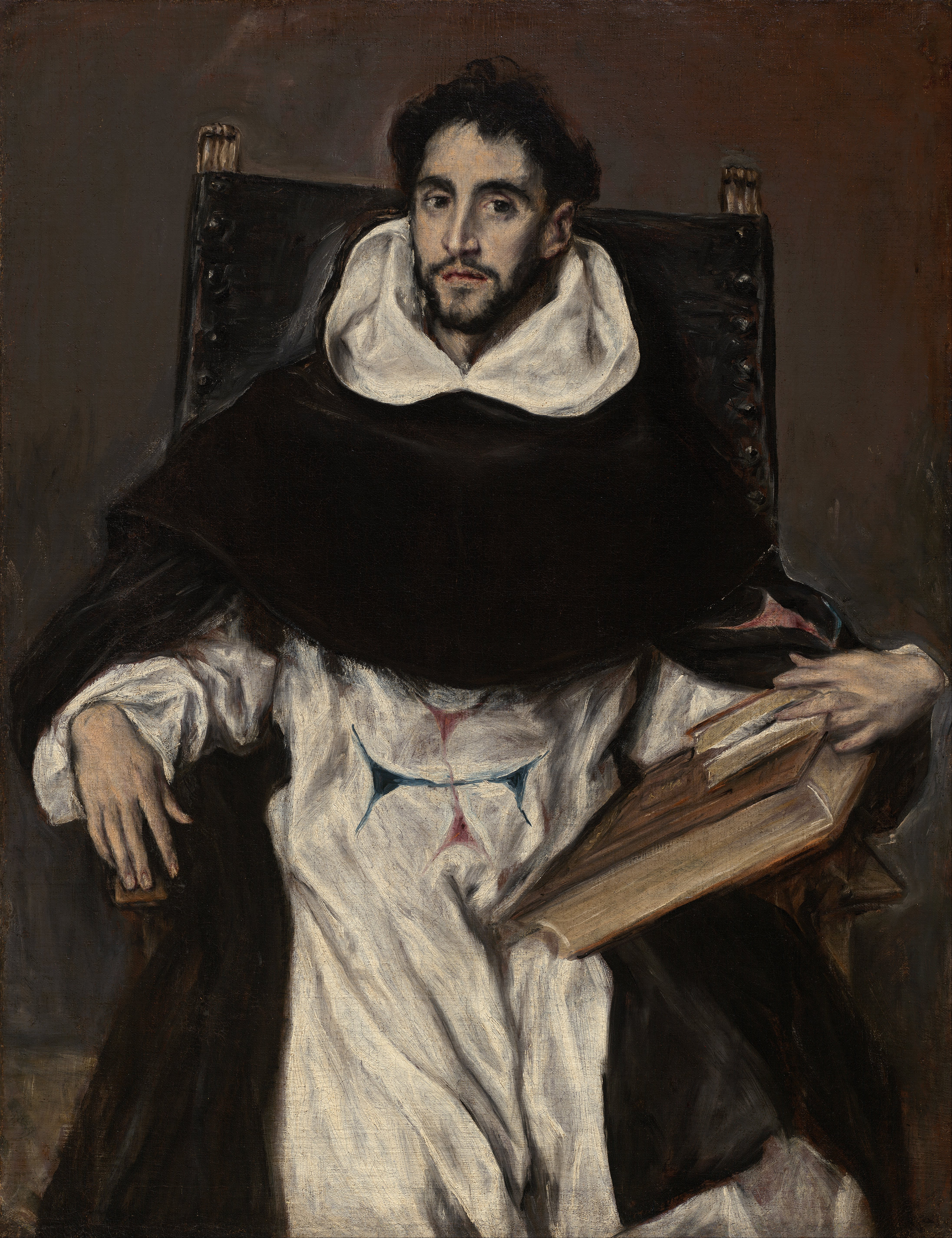
Fray Hortensio Félix Paravicino (1609).

El arte del Greco ha sido apreciado de muy diferente manera a lo largo de la historia. Según la época, ha sido señalado como místico, manierista, protoexpresionista, protomoderno, lunático, astigmático, quintaesencia del espíritu español y pintor griego.
Los pocos contemporáneos que escribieron sobre el Greco admitían su dominio técnico, pero su estilo singular los desconcertaba. Francisco Pacheco, pintor y teórico que lo visitó, no pudo admitir el desdén del Greco por el dibujo y por Miguel Ángel, pero no lo excluyó de los grandes pintores. Hacia finales del siglo XVII esta valoración ambigua se tornó negativa: el pintor Jusepe Martínez, que conocía las obras de los mejores pintores barrocos españoles e italianos, consideró su estilo caprichoso y extravagante; para Antonio Palomino, autor del principal tratado sobre los pintores españoles hasta quedar superado en 1800, el Greco era un buen pintor en las obras tempranas cuando imitaba a Tiziano, pero en su estilo tardío «trató de mudar de manera, con tal extravagancia, que llegó a hacer despreciable y ridícula su pintura, así en lo descoyuntado del dibujo como en lo desabrido del color». Palomino acuñó una frase que se hizo popular hasta bien entrado el siglo XIX: «Lo que hizo bien, ninguno lo hizo mejor; y lo que hizo mal, ninguno lo hizo peor». Fuera de España no había opinión sobre el Greco pues toda su obra estaba en España.

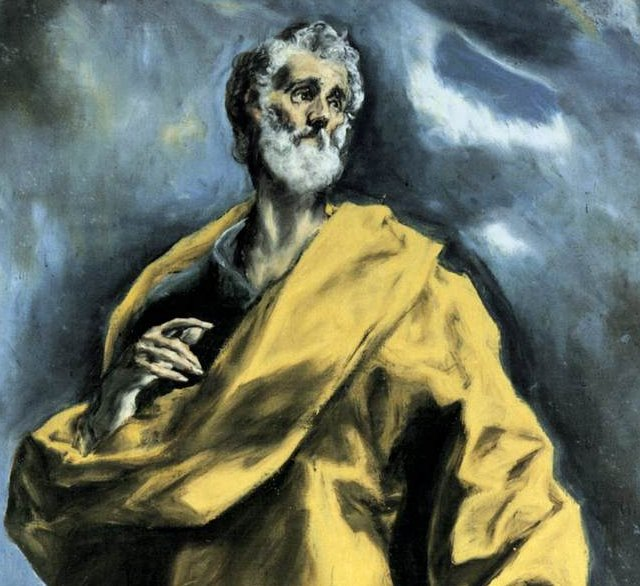
Detalle del San Pedro de la Capilla Oballe (1610-13).

El poeta y crítico Théophile Gautier, en su libro sobre su célebre viaje a España en 1840, formuló su importante revisión del valor del arte del Greco. Aceptó la opinión generalizada de extravagante y un poco loco, pero dándole una connotación positiva, y no peyorativa como hasta entonces. En la década de 1860 Eugène Delacroix y Jean-François Millet ya poseían obras auténticas del Greco. Édouard Manet viajó en 1865 a Toledo para estudiar la obra del pintor griego, y aunque volvió profundamente impresionado por la obra de Diego Velázquez, también elogió al pintor cretense. Paul Lefort, en su influyente historia de la pintura de 1869, escribió: «El Greco no era un loco ni el desaforado extravagante que se pensaba. Era un colorista audaz y entusiasta, probablemente demasiado dado a extrañas yuxtaposiciones y tonos fuera de lo corriente que, sumando osadías, finalmente consiguió primero subordinar y luego sacrificar todo en su búsqueda de efectos. A pesar de sus errores, al Greco solamente puede considerársele como un gran pintor». Para Jonathan Brown, la opinión de Lefort abría el camino para la consideración del estilo del Greco como la obra de un genio, no la de un lunático que solo pasaba por intervalos de lucidez.
En 1907 Manuel Bartolomé Cossío publicó un libro sobre él que supuso un avance importante en el conocimiento del pintor. Recopiló e interpretó todo lo publicado hasta entonces, dio a conocer nuevos documentos, realizó el primer esquema de la evolución estilística del pintor, distinguiendo dos etapas italianas y tres españolas, y realizó el primer catálogo de sus obras, que incluía 383 cuadros. Mostró a un pintor bizantino, formado en Italia, pero Cossío no fue imparcial cuando opinó que el Greco en su estancia en España había asimilado la cultura castellana, afirmando que fue el que más profundamente la reflejó. Cossío, mediatizado por las ideas nacionalistas del regeneracionismo español de principios del siglo XX, mostró a un Greco imbuido e influenciado por el alma castellana. El libro de Cossío adquirió un gran prestigio, durante décadas ha sido el libro de referencia, y es el causante de la consideración general del Greco como intérprete del misticismo español.
San Román publicó en 1910 El Greco en Toledo, dando a conocer 88 nuevos documentos, entre ellos el inventario de bienes a la muerte del pintor, así como otros muy importantes sobre las principales obras. San Román estableció la base del conocimiento documental del periodo español.
La fama del Greco comenzó a principios del siglo XX con los primeros reconocimientos de organismos europeos y americanos, así como de las vanguardias artísticas. La idea del Greco como precursor del arte moderno fue especialmente desarrollada por el crítico alemán Julius Meier-Graefe en su libro Spanische Reise, donde, analizando la obra del cretense, consideró que había similitudes con Paul Cézanne, Manet, Pierre-Auguste Renoir y Edgar Degas, y también creyó ver en la obra del Greco que se anticipaban todas las invenciones del arte moderno. Influyó en la obra del pintor polaco Władysław Jahl, que formó parte de la vanguardia ultraísta en Madrid; Salvador Viniegra, Azorín y Pío Baroja le dedicaron varios artículos y este último le dedicó varios pasajes en su novela Camino de perfección (pasión mística) (1902), así como otros destacados autores de la generación del 98.
El médico portugués Ricardo Jorge señaló la hipótesis de la locura en 1912, pues creyó ver en el Greco a un paranoico; mientras que el alemán Goldschmitt y el español Beritens defendieron la hipótesis del astigmatismo para justificar las anomalías de su pintura.
Sobre 1930 ya se conocía documentalmente la estancia en España del pintor y se comenzaba el estudio de la evolución estilística del periodo toledano, sin embargo poco se sabía de los periodos anteriores.
Entre 1920 y 1940 se estudiaron los periodos veneciano y romano. El descubrimiento del Tríptico de Módena firmado mostró la transformación del estilo cretense al lenguaje del Renacimiento veneciano, y durante la segunda postguerra mundial se le asignaron erróneamente multitud de cuadros italianos, llegando a considerarse hasta 800 pinturas en su catálogo. Gregorio Marañón le consagró su último libro, El Greco y Toledo (1956).
En 1962 Harold E. Wethey rebajó considerablemente esta cifra, y estableció un corpus convincente que ascendía a 285 obras auténticas. El valor del catálogo de Wethey se ve confirmado por el hecho que durante los últimos años solo un número reducido de pinturas se han añadido o quitado de su lista.
Los extensos comentarios sobre arte escritos por el propio pintor, descubiertos recientemente y dados a conocer por Fernando Marías Franco y Agustín Bustamante, han contribuido a demostrar que el pintor era un artista intelectual inmerso en la teoría y práctica artísticas del siglo XVI italiano.

## El Greco en la literatura
El influjo de la figura y de la obra del Greco en la literatura española y universal es, sin duda, formidable. El extensísimo capítulo que dedica Rafael Alarcón Sierra al estudio de este influjo en el primer volumen de Temas literarios hispánicos (Zaragoza: Universidad de Zaragoza, 2013, pp. 111-142) ni siquiera agota el tema. Si Goya es descubierto por los románticos y Velázquez es considerado un maestro por los pintores del naturalismo y del impresionismo, el Greco es visto como «un precedente de simbolistas, modernistas, cubistas, futuristas o expresionistas, y como ocurre con los anteriores, fuente inagotable de inspiración y estudio [...] en la plástica, la literatura y la historia del arte, donde se crea una nueva categoría para poder explicar su obra, anticlásica y antinaturalista: el manierismo».
En el siglo XVI destacan los elogios tributados por poetas como Hortensio Félix Paravicino, Luis de Góngora, Cristóbal de Mesa, José Delitala y Castelví; en el XVII, los de los poetas Giambattista Marino y Manuel de Faria y Sousa, así como los de los cronistas fray José de Sigüenza y fray Juan de Santa María y los de los tratadistas de pintura Francisco Pacheco y Jusepe Martínez; en el siglo XVIII, los de los críticos Antonio Palomino, Antonio Ponz, Gregorio Mayáns y Siscar y Juan Agustín Ceán Bermúdez y, en el siglo XIX, Eugenio Llaguno. Cuando se abrió la Galería española en el Louvre en 1838 había nueve obras del Greco, y Eugène Delacroix poseía una copia del Expolio. Jean-François Millet adquirió un Santo Domingo y un San Ildefonso. Charles Baudelaire admiraba La dama del armiño (que Théophile Gautier comparó con La Gioconda y hoy algunos consideran que es de Sofonisba Anguissola); Champfleury pensó escribir una obra sobre el pintor y Gautier alabó sus cuadros en su Voyage en Espagne, donde declara que en sus obras reina «una energía depravada, una potencia enfermiza, que delatan al gran pintor y al loco genial». En Inglaterra William Stirling-Maxwell reivindicaba la primera época del Greco en sus Annals of the Artists of Spain, 1848, III vols. Son innumerables los viajeros extranjeros que se detienen ante sus obras y las comentan, mientras que los españoles, en general, lo olvidan o repiten los tópicos dieciochescos sobre el autor, y aunque Larra o Bécquer lo citan de pasada, es con gran incomprensión, aunque este último había proyectado un escrito, "La locura del genio", que iba a ser un ensayo sobre el pintor, según su amigo Rodríguez Correa. Sí lo aprecia el novelista histórico Ramón López Soler en el prólogo a su novela Los bandos de Castilla. Pero críticos como Pedro de Madrazo empiezan a revalorizar su obra en 1880 como un precedente muy importante de la llamada Escuela española, aunque hasta 1910 todavía aparece adscrito a la Escuela veneciana y hasta 1920 no tuvo sala propia. En Francia, Paul Lefort (1869) lo incluye en la Escuela española y es uno de los ídolos del círculo de Edouard Manet (Zacharie Astruc, Millet, Degas). Paul Cézanne hizo una copia de La dama del armiño y Toulouse Lautrec pintará su Retrato de Romain Coolus a la manera del Greco. Y el alemán Carl Justi (1888) lo considera también uno de los precedentes de la Escuela española. El pintor estadounidense John Singer Sargent poseía una de las versiones de San Martín y el mendigo. Los escritores del decadentismo transforman al Greco en uno de sus fetiches. El protagonista de A contrapelo (1884) de Huysmans decora su dormitorio exclusivamente con cuadros del Greco. Théodore de Wyzewa, teórico del simbolismo, considera al Greco un pintor de imágenes oníricas, el más original del siglo XVI (1891). Posteriormente el decadentista Jean Lorrain sigue esa inspiración al describirlo en su novela Monsieur de Bougrelon (1897).
Las exposiciones europeas y españolas se suceden desde la londinense de 1901 (Exposición de arte español en el Guildhall) hasta el tricentenario de 1914: Madrid, 1902; París, 1908; Madrid, 1910; Colonia, 1912. En 1906 la revista francesa Les Arts le dedica un número monográfico. El II marqués de Vega-Inclán inaugura en Toledo la Casa-museo del Greco en 1910. Su cotización es ya tan alta que hace que se vendan varios grecos de colecciones particulares españolas que van a parar al extranjero. A principios del XX lo recuperan plenamente los pintores modernistas catalanes: Santiago Rusiñol (quien transfiere su entusiasmo a los simbolistas belgas Émile Verhaeren y Théo van Rysselberghe), Raimon Casellas, Miquel Utrillo, Ramón Casas, Ramón Pichot o Aleix Clapés, así como otros artistas cercanos, como Ignacio Zuloaga (que contagia su entusiasmo por el cretense a Maurice Barrès, quien escribe Greco o el secreto de Toledo, y a Rainer María Rilke, quien dedica un poema a su Asunción en Ronda, 1913) y Darío de Regoyos. La visita nocturna y entre cirios que hace Zuloaga al Entierro del señor de Orgaz es recogida en el capítulo XXVIII de Camino de perfección (pasión mística), de Pío Baroja, y también tiene palabras para el pintor Azorín en La voluntad y en otras obras y artículos. Picasso tiene en cuenta la Visión del Apocalipsis en su Les demoiselles d'Avignon. El interés por el candiota alcanza también a Julio Romero de Torres, José Gutiérrez Solana, Isidro Nonell, Joaquín Sorolla y un largo etcétera. Emilia Pardo Bazán escribirá en La Vanguardia una "Carta al Greco". Los escritores de la Institución Libre de Enseñanza difunden su admiración por el Greco, en especial Francisco Giner de los Ríos y Manuel Bartolomé Cossío, este último por su El Greco (1908). Es importante la presencia del Greco en la Toledo que retrata Benito Pérez Galdós en su novela Ángel Guerra y es frecuente en su novelística la comparación de sus personajes con retratos del Greco. Así también Aureliano de Beruete, Jacinto Octavio Picón, Martín Rico, Francisco Alcántara o Francisco Navarro Ledesma. Eugenio d'Ors dedica espacio al Greco en su famoso libro Tres horas en el Museo del Prado y en Poussin y el Greco (1922). Amado Nervo escribe uno de sus mejores cuentos inspirándose en un cuadro suyo, Un sueño (1907). Julius Meier-Graefe le dedica Spanische Reise (1910) y August L. Mayer El Greco (1911). Somerset Maugham lo describe con admiración a través del personaje principal y el capítulo 88.º de su novela Servidumbre humana, 1915; en su ensayo Don Fernando, 1935, atempera su admiración y adivina como origen de su arte una presunta homosexualidad, como hace por cierto Ernest Hemingway en el capítulo XVII de Muerte en la tarde (1932) y Jean Cocteau en su Le Greco (1943).
Kandinsky, Franz Marc (quien elaboró bajo su influjo Agonía en el jardín), lo consideraron protoexpresionista. Tal como declara Romero Tobar, la producción tardía del pintor cretense impresionó a August Macke, Paul Klee, Max Oppenheimer, Egon Schiele, Oskar Kokoschka, Ludwig Meidner, Jacob Steinhardt, Kees van Dongen, Adriaan Korteveg o Max Beckmann. Hugo Kehrer le dedicó su Die Kunst des Greco (1914) y por fin el historiador del arte austriaco Max Dvorak lo definió como el máximo representante de la categoría estética del manierismo. Ramón María del Valle-Inclán, tras una conferencia porteña de 1910, le dedica el capítulo "El quietismo estético" de su La lámpara maravillosa. Miguel de Unamuno dedica al candiota varios poemas de su Cancionero y le dedica un apasionado artículo en 1914. Juan Ramón Jiménez le dedica varios aforismos. El crítico "Juan de la Encina" (1920) opone a José de Ribera y al Greco como «los dos extremos del carácter del arte español»: la fuerza y la espiritualidad, la llama petrificada y la llama viva, que completa con el nombre de Goya. En ese mismo año de 1920 su popularidad hace que el ballet sueco de Jean Börlin estrene en París El Greco, con música de Désiré-Émile Inghelbrecht y escenografía de Moveau; también en ese año Félix Urabayen publica su novela Toledo: piedad, donde le consagra un capítulo en que especula con su posible origen judío, teoría adelantada por Barrès y que retomarán Ramón Gómez de la Serna —El Greco (el visionario de la pintura)— y Gregorio Marañón (Elogio y nostalgia de Toledo, solo en la 2.ª ed. de 1951, y El Greco y Toledo, 1956, donde sostiene además que se inspiró en los locos del famoso Manicomio de Toledo para sus Apóstoles), entre otros. Y en los primeros capítulos de Don Amor volvió a Toledo (1936) critica la venta de los grecos de Illescas y el robo de algunos de sus cuadros de Santo Domingo el Antiguo. Luis Fernández Ardavín recrea la historia de uno de sus retratos en su drama en verso más famoso, La dama del armiño (1921), luego llevado al cine por su hermano Eusebio Fernández Ardavín en 1947. Jean Cassou escribe Le Gréco (1931). Juan de la Encina imprime su El Greco en 1944. En el exilio, Arturo Serrano Plaja, tras haber protegido algunos de sus cuadros durante la guerra, escribe su El Greco (1945). Y escriben también sobre él Miguel Hernández, Valbuena Prat, Juan Alberto de los Cármenes, Enrique Lafuente Ferrari, Ramón Gaya, Camón Aznar, José García Nieto, Luis Felipe Vivanco, Rafael Alberti, Luis Cernuda, Concha Zardoya, Fina de Calderón, Carlos Murciano, León Felipe, Manuel Manrique de Lara, Blanca Andreu, Hilario Barrero, Pablo García Baena, Diego Jesús Jiménez, José Luis Puerto, Louis Bourne, Luis Javier Moreno, José Luis Rey, Jorge del Arco, José Ángel Valente... Destacan los Siete sonetos al Greco de Ezequiel González Mas (1944), la Conjugación lírica del Greco (1958) de Juan Antonio Villacañas y El entierro del conde de Orgaz (2000) de Félix del Valle Díaz. Por demás, Jesús Fernández Santos ganó el premio Ateneo de Sevilla con su novela histórica El Griego (1985).
Fuera de España, y aparte de los ya citados, Ezra Pound cita al Greco en sus Notas de arte y Francis Scott Fitzgerald al final de su El gran Gatsby (1925). Paul Claudel, Paul Morand, Aldous Huxley se ocuparon del candiota, y el alemán Stefan Andres le dedica su novela El Greco pinta al Gran Inquisidor, en la que el cardenal Fernando Niño de Guevara aparece como metáfora de la opresión nazi. Un aficionado al Greco es uno de los personajes de L'Espoir (1938), de André Malraux y otro personaje se ocupa en Madrid de la protección de los grecos venidos desde Toledo. En uno de los ensayos de su Las voces del silencio (1951), reseñado por Alejo Carpentier, Malraux interpreta al pintor. El ya citado Ernest Hemingway consideraba Vista de Toledo el mejor cuadro de todo el Metropolitan Museum de Nueva York y le dedica un pasaje en Por quién doblan las campanas. Nikos Kazantzakis, Donald Braider, Jean Louis Schefer...

## Obra pictórica
Se incluye parte de su mejor obra para dar una visión general de su estilo pictórico, de su evolución artística y de las circunstancias que han envuelto a sus obras tanto en su ejecución como en los avatares posteriores. Fue un pintor de retablos, por ello se comienza con el retablo de Santo Domingo, el primero que concibió. El expolio, una de sus obras maestras, muestra su primer estilo en España todavía influenciado por sus maestros italianos. El entierro del conde de Orgaz es la obra señera de su segundo periodo en España, el llamado de madurez. El retablo de doña María supone el inicio de su último estilo, un giro radical por el que es universalmente admirado. El cuadro de Illescas explica como se fue estilizando su estilo tardío. Se incluye luego dos de sus reconocidos retratos. Se termina con la Visión del Apocalipsis, que muestra el expresionismo extremo de sus últimas composiciones.

### El retablo mayor de Santo Domingo el Antiguo
En 1576, en Santo Domingo el Antiguo se construyó una nueva iglesia con los bienes de la fallecida doña María de Silva, destinada a ser su lugar de enterramiento.
El Greco acababa de llegar a España y durante su estancia en Roma había conocido al hermano del albacea testamentario constructor de Santo Domingo, Luis de Castilla. Fue el hermano quien contactó con el Greco y quien habló favorablemente de la calidad del pintor.
En total eran nueve lienzos, siete en el retablo mayor y otros dos en dos altares laterales. De ellos en la actualidad solo quedan tres pinturas originales en el retablo. Las demás han sido vendidas y sustituidas por copias.
El Greco nunca hasta entonces se había enfrentado a una tarea tan ambiciosa, se debían concebir pinturas de grandes dimensiones, encajar cada una de las respectivas composiciones y armonizarlas todas en su conjunto. El resultado fue muy reconocido y le proporcionó inmediata fama.
En el lienzo principal, La Asunción, estableció una composición piramidal entre los dos grupos de apóstoles y la Virgen; para ello precisó resaltarla y disminuir la importancia de los ángeles. Hay una tendencia al horror vacui: incluir el máximo número de figuras y los mínimos elementos ambientales. Se destacan gestos y actitudes. Este aspecto fue siempre una de sus grandes inquietudes, dotar a sus figuras de elocuencia y expresión. Lo consiguió incorporando y constituyendo a lo largo de su carrera un repertorio de gestos cuya expresividad debía conocer bien.

### El expolio

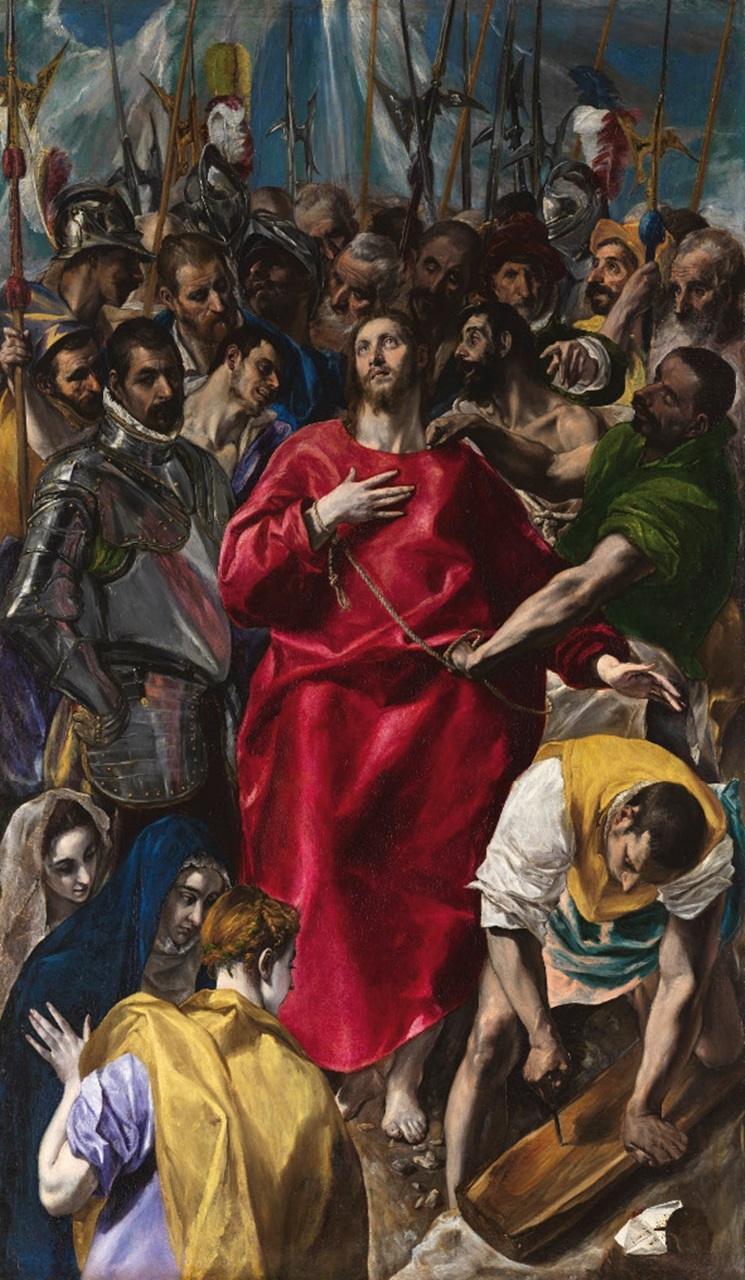
El expolio (1577-1579, catedral de Toledo).

El cabildo de la catedral de Toledo debió encargar al Greco El expolio el 2 de julio de 1577. Fue de los primeros trabajos en Toledo, junto a las pinturas del retablo de Santo Domingo el Antiguo, recién llegado de Italia. El motivo de este cuadro, es el momento inicial de la Pasión en el que Jesús es despojado de sus ropas. El pintor se inspiró en un texto de san Buenaventura, pero la composición que ideó no satisfizo al cabildo. En la parte inferior izquierda pintó a la Virgen, María Magdalena y María Cleofás, aunque no consta en los evangelios que estuviesen allí, mientras que en la parte superior, por encima de la cabeza de Cristo, situó a gran parte del grupo que lo escoltaba, inspirándose en iconografías antiguas bizantinas. El cabildo consideró que ambos aspectos eran «impropiedades que oscurecían la historia y desvalorizaban a Cristo». Este fue el motivo del primer pleito que el pintor tuvo en España. Los tasadores nombrados por el Greco solicitaron 900 ducados, cantidad desmesurada. El pintor acabó recibiendo como pago 350 ducados, pero no tuvo que cambiar las figuras que habían generado el conflicto.
Cossío realizó el siguiente análisis sobre este cuadro en su célebre libro sobre el pintor:
- El artista debía representar a Cristo no como Dios, sino como hombre y víctima inocente de las pasiones humanas. Concentró todos los elementos, principales y secundarios, dispersos en sus cuadros anteriores, en una sola acción alrededor del protagonista. Lo rodeó de un grupo apretado de cabezas duras y sombrías, cada una con personalidad propia. Introdujo dos episodios diferentes a sus pies, cerrando la escena inferiormente. Se trata del hombre que prepara la cruz y, enfrente, las tres Marías que lo observan con tristeza.[106]
- «La unidad de composición es tan perfecta que todo el interés lo absorbe la figura de Cristo». El maestro supo crear este efecto, estableciendo una composición en círculo alrededor de Jesús.[106]
- Todo lo que no es el protagonista se encuentra oscurecido y rebajado, mientras que Cristo se ilumina y destaca. Así el rostro iluminado de Cristo y su túnica roja forman un contraste muy fuerte con los oscuros rostros de los acompañantes y con la entonación gris que domina el cuadro.[106]

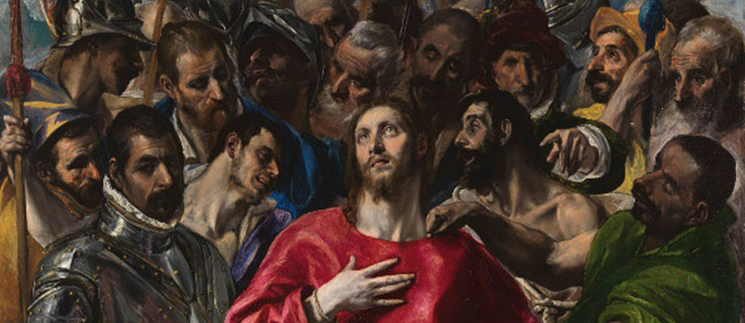
Detalle de El expolio. El Cabildo de la catedral encontró teológicamente incorrecto que las cabezas de la escolta sobrepasasen la de Cristo. El Greco se inspiró en iconos bizantinos. Obsérvese el contraste entre la quietud y melancolía del rostro del Salvador y los sombríos rostros que le rodean.

El Greco y su taller pintaron varias versiones sobre este mismo tema, con variantes. Wethey catalogó quince cuadros con este tema y otras cuatro copias de medio cuerpo. Solo en cinco de estas obras vio la mano del artista y las otras diez las consideró producciones del taller o copias posteriores de pequeño tamaño y poca calidad.

### El entierro del conde de Orgaz
La iglesia de santo Tomé albergaba los restos del señor de Orgaz, que había muerto en 1323 después de una vida muy generosa en donaciones a instituciones religiosas de Toledo. Según una leyenda local, la caridad del señor de Orgaz había sido recompensada en el momento de su entierro, apareciendo milagrosamente san Esteban y san Agustín que introdujeron su cadáver en la tumba.
En el contrato del cuadro, firmado en marzo de 1586, se incluía una descripción de los elementos que el artista debía representar: «En lo de más abajo... se ha de pintar una procesión de cómo el cura y los demás clérigos que estaban haciendo los oficios para enterrar a don Gonzalo de Ruiz de Toledo, Señor de la villa de Orgaz, y bajaron san Agustín y san Esteban a enterrar el cuerpo de este caballero, el uno teniéndole la cabeza y el otro los pies echándole en la sepultura y fingiendo alrededor mucha gente que estaba mirando y encima de todo esta se ha de hacer un cielo abierto de gloria...».

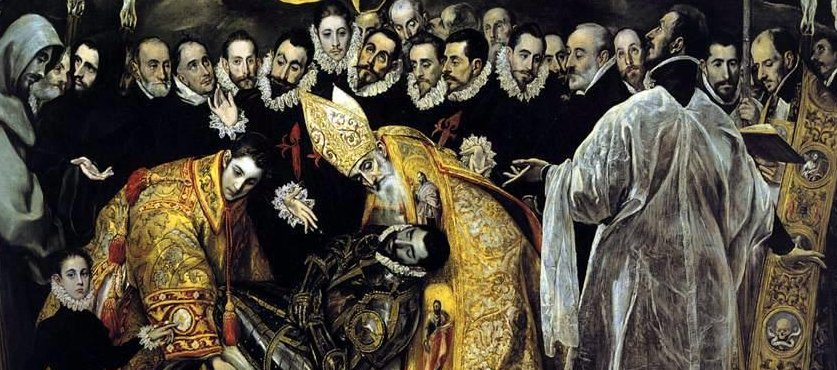
Detalle de la parte terrenal: representó un entierro del presenciado por hombres vestidos a la manera del. Parece que eran retratos de personas que vivían en Toledo. Solo se ha reconocido a Antonio de Covarrubias, amigo del pintor. La razón de mezclar los siglos y podría expresar que la caridad era importante tanto en el pasado como en el presente. El niño señalando el milagro al espectador se cree que era el hijo del pintor, Jorge Manuel.

### El retablo de doña María de Aragón
En 1596 el Greco recibió el encargo del retablo de la iglesia del colegio seminario de la Encarnación de Madrid, más conocido por el nombre de su mecenas doña María de Córdoba y Aragón. Debía realizarse en tres años y se valoró en más de sesenta y tres mil reales, el precio más alto que recibió en su vida. El colegio se cerró en 1808 o 1809, pues sendos decretos de José Bonaparte redujeron los conventos existentes y posteriormente suprimieron las órdenes religiosas. El edificio se transformó en salón de Cortes en 1814, actual Senado español, y el retablo fue desmontado en ese periodo. Después de varios traslados (en uno de ellos estuvo en la casa de la Inquisición) terminó en el Museo de la Trinidad, creado con obras de arte requisadas por la Ley de Desamortización. Dicho museo se fusionó con el Museo del Prado en 1872 y por ello cinco de sus lienzos están en este. En estos traslados, el sexto lienzo, La adoración de los pastores, fue vendido y actualmente se encuentra en el Museo Nacional de Arte de Rumanía de Bucarest.
La falta de documentos sobre el mismo ha originado distintas hipótesis sobre los cuadros que lo forman. En 1908 Cossío relacionó El bautismo, La crucifixión, La resurrección y La anunciación. August L. Mayer propuso en 1931 la relación entre los lienzos anteriores con El Pentecostés y La adoración de los pastores de Bucarest. En 1943 Manuel Gómez Moreno propuso un retablo reticular formado por estos seis cuadros sin argumentarlo. Pero para algunos especialistas La resurrección y El Pentecostés no formarían parte de él pues correspondían a formulaciones estilísticas diferentes.
En 1985 apareció un documento de 1814 con el registro de las obras depositadas en la casa de la Inquisición que cita "siete quadros de pinturas originales de Domenico Greco que estaban en el Altar Mayor". Esta información ha afianzado la hipótesis de Gómez Moreno de un retablo de tres calles en dos pisos suponiendo que el séptimo estaría en un tercer piso a modo de ático.

Posible composición del retablo de María de Aragón
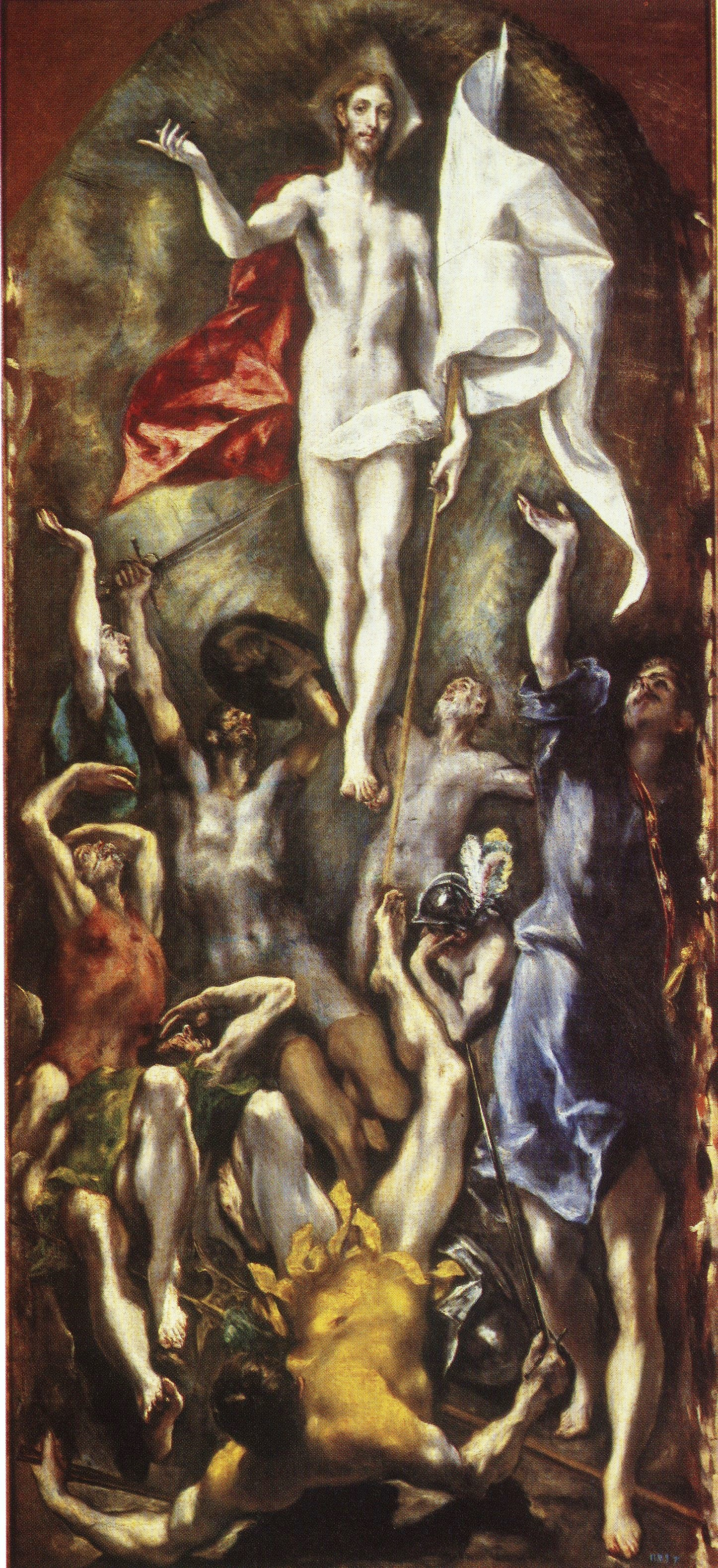
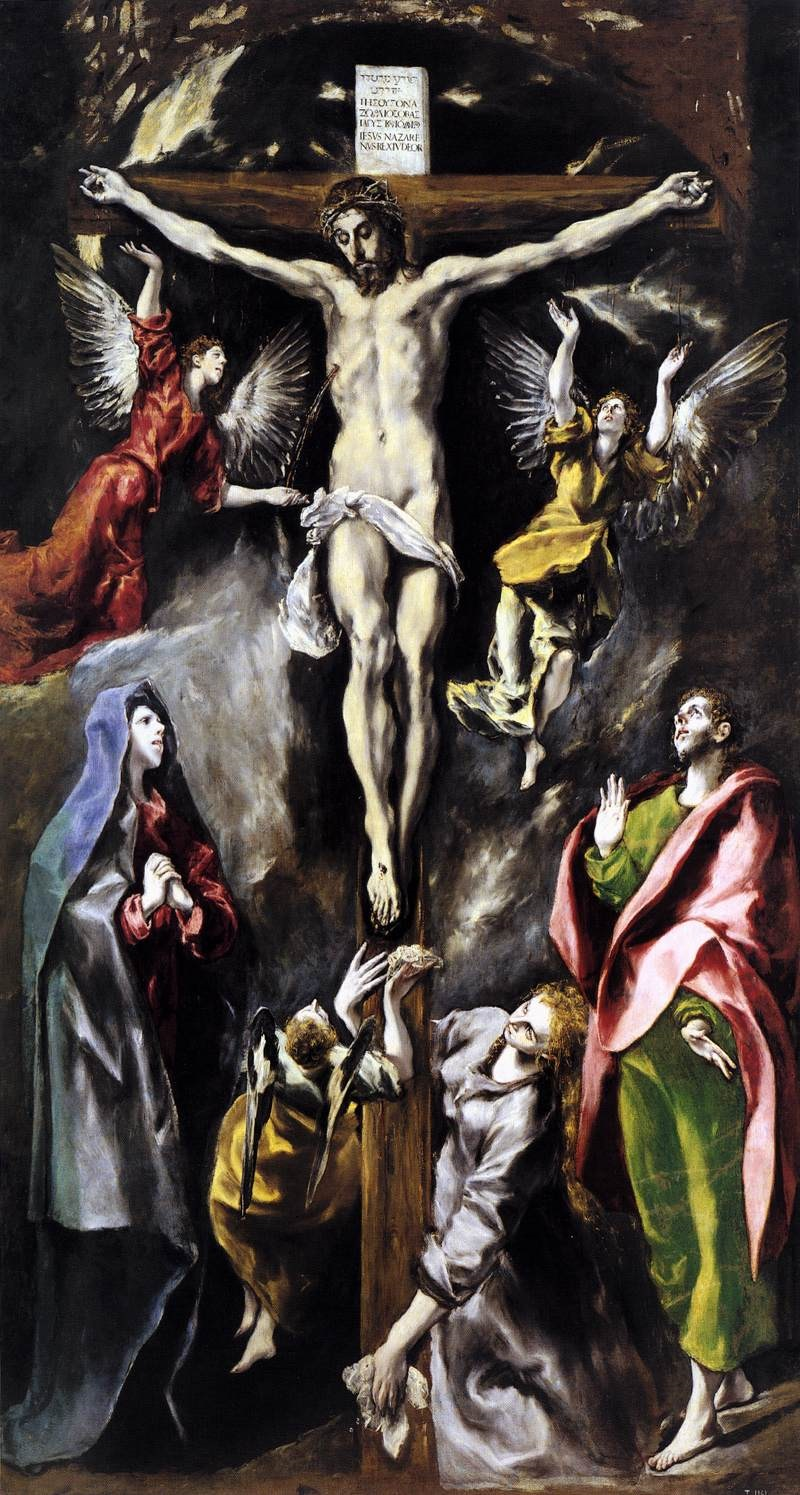

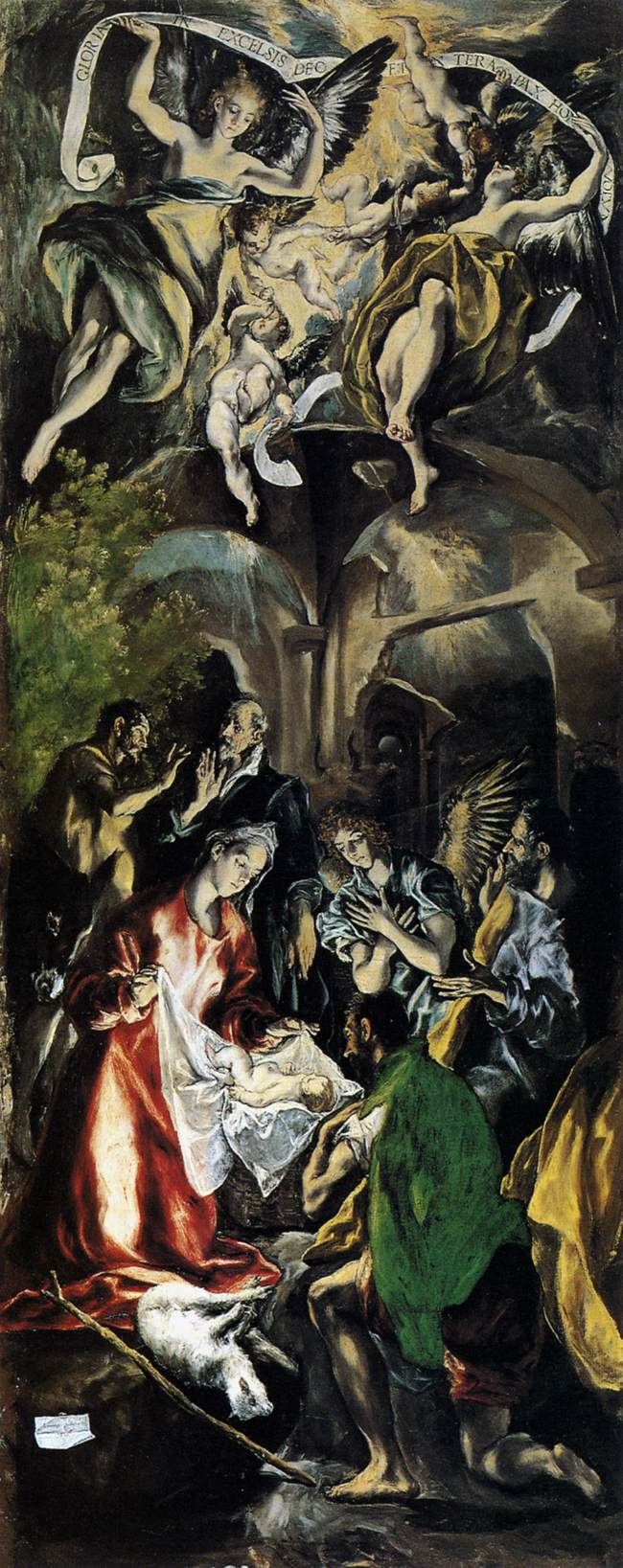
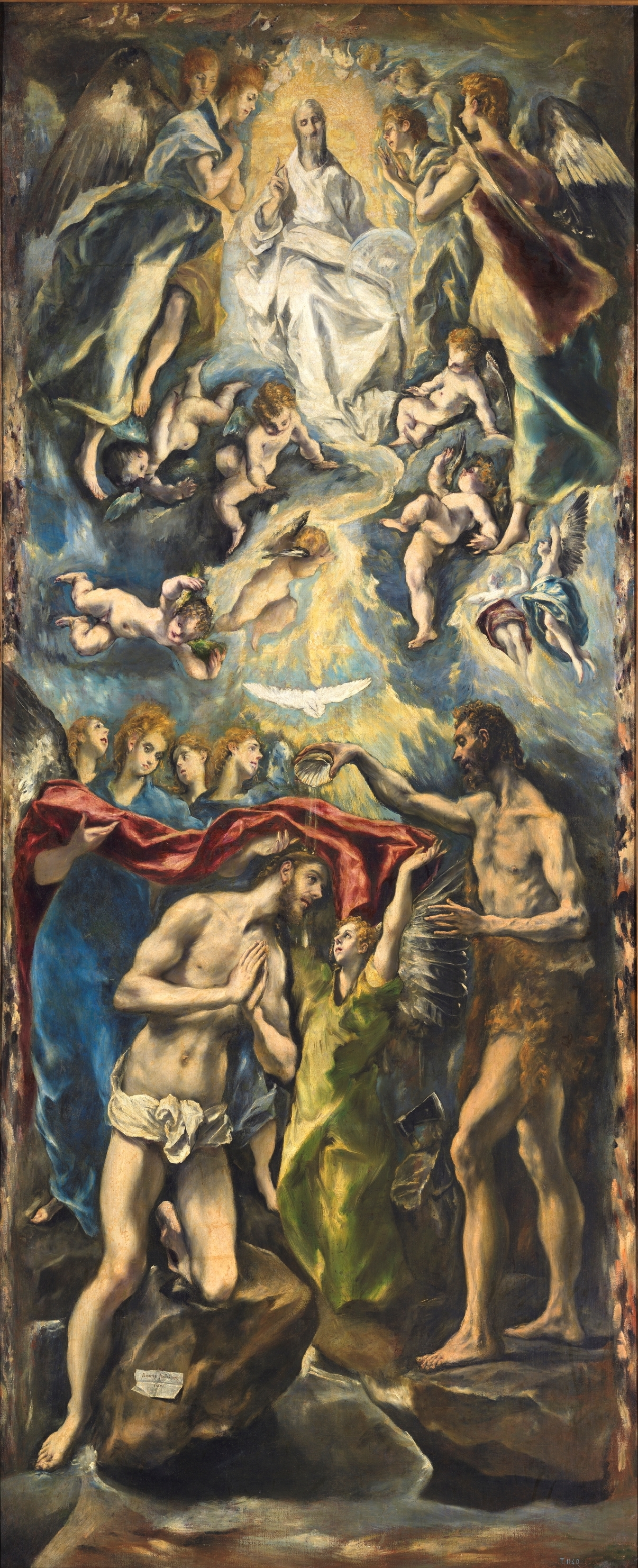

Los temas, salvo El Pentecostés, habían sido desarrollados ya anteriormente, algunos en su etapa italiana. Según Ruiz Gómez estos temas son retomados con gran originalidad mostrando su espiritualidad más expresionista. A partir de este momento su obra toma un camino muy personal y desconcertante distanciándose del estilo naturalista que comenzaba a dominar en aquella época. Las escenas están planteadas en espacios claustrofóbicos potenciando la verticalidad de los formatos. Una luz espectral destaca la irrealidad de las figuras, algunas en escorzos muy marcados. El color frío, intenso y contrastado aplicado con soltura a sus poderosas construcciones anatómicas muestra lo que sería su estilo tardío.

### Capilla mayor del Hospital de la Caridad de Illescas

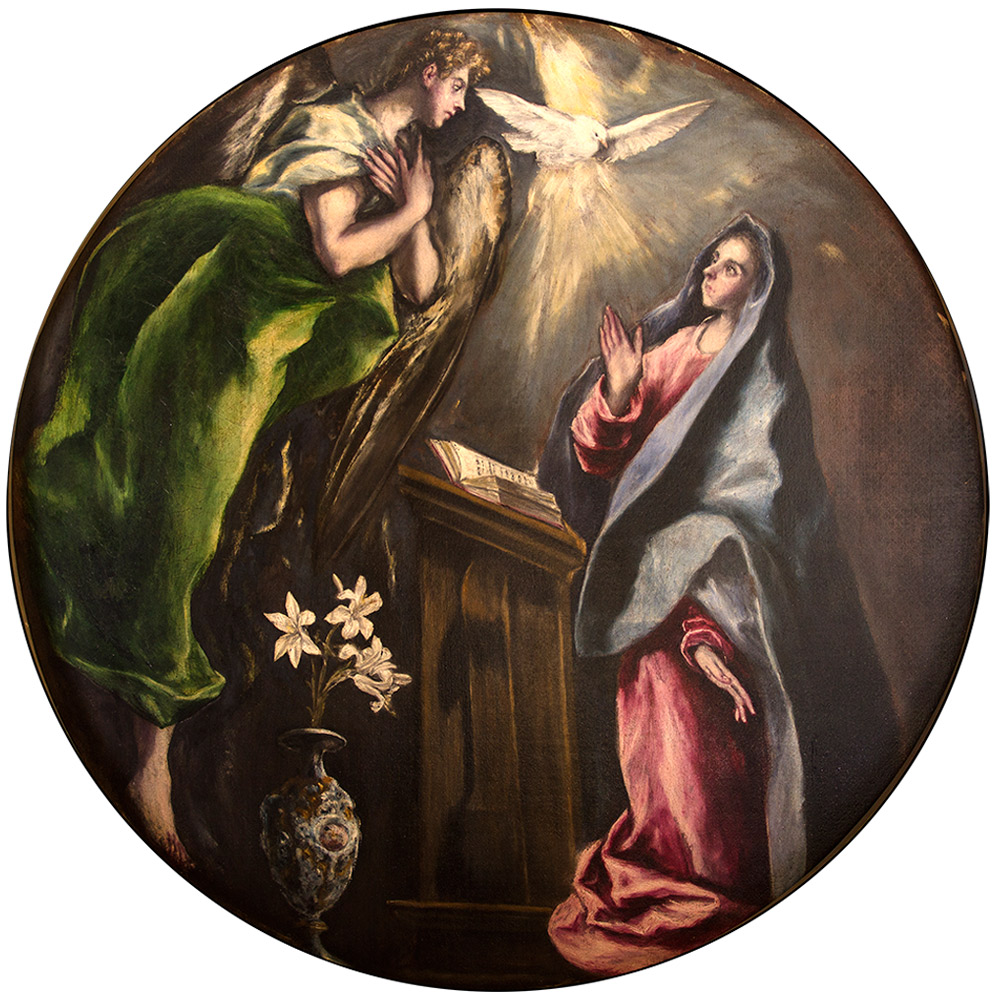
La Anunciación, hospital de la Caridad, Illescas.

En 1603 recibió el encargo de realizar todos los elementos decorativos de la Capilla mayor de la iglesia del Hospital de la Caridad de Illescas, que incluía retablos, esculturas y cuatro pinturas. El Greco desarrolló un programa iconográfico que ensalzaba a la Virgen María. Los cuatro cuadros tienen un estilo pictórico similar, siendo tres de ellos de formato circular o elíptico.
La Anunciación que se contempla a la derecha es de formato circular y es una reelaboración de la que pintó para el Colegio de Doña María de Aragón. Aun manteniendo los tipos y gestos anteriores del Colegio de María de Aragón, el pintor avanza en su expresionismo tardío, sus figuras son más llameantes y agitadas con una fuerza interior más inquietante.

### Retratos
Desde sus comienzos en Italia, el Greco fue un gran retratista. La composición y el estilo están aprendidos de Tiziano, la colocación de la figura, normalmente de medio cuerpo y los fondos neutros. Sus mejores retratos, ya en su madurez en Toledo, siguen estos criterios.
El caballero de la mano en el pecho es uno de los más importantes del artista y símbolo del caballero español del Renacimiento. La rica espada, la mano en el pecho llevada con gesto solemne y la relación que el caballero establece con el espectador mirándole a los ojos, convirtieron este retrato en la referencia de las consideradas esencias de lo español, del honor de Castilla.
Se trata de una obra temprana del Greco, recién llegado a España, pues su factura se aproxima a los modos venecianos. El lienzo ha sido restaurado en diferentes ocasiones, en las que se retocaron faltas de color, se repintó el fondo y se había retocado la vestimenta del personaje. La restauración de 1996 ha resultado muy polémica pues al levantar los repintes del fondo y los de la vestimenta, cambió la visión que durante mucho tiempo se ha proyectado de este personaje.
Del Retrato de caballero anciano se desconoce la identidad del personaje y se destaca su alta calidad pictórica y su penetración psicológica. Para Ruiz Gómez destacan sus ojos de color miel y expresión bondadosa, algo perdida, en su rostro enjuto, con su nariz larga y fina, algo desviada a la derecha y los labios delgados, el bigote y la perilla entrecanos. Una especie de aura separa la cabeza del fondo, desdibujando el contorno y otorgándole a la misma movimiento y vivacidad. Álvarez Lopera subrayó la acentuación de las tradicionales asimetrías de los retratos del Greco y describió la línea sinuosa que ordena este rostro desde el mechón central pasando por la nariz y concluyendo en la punta de la barbilla. Finaldi ve en la asimetría una doble percepción emotiva, ligeramente sonriente y vivaz el lado derecho, reconcentrado y pensativo el izquierdo.

### La visión del Apocalipsis

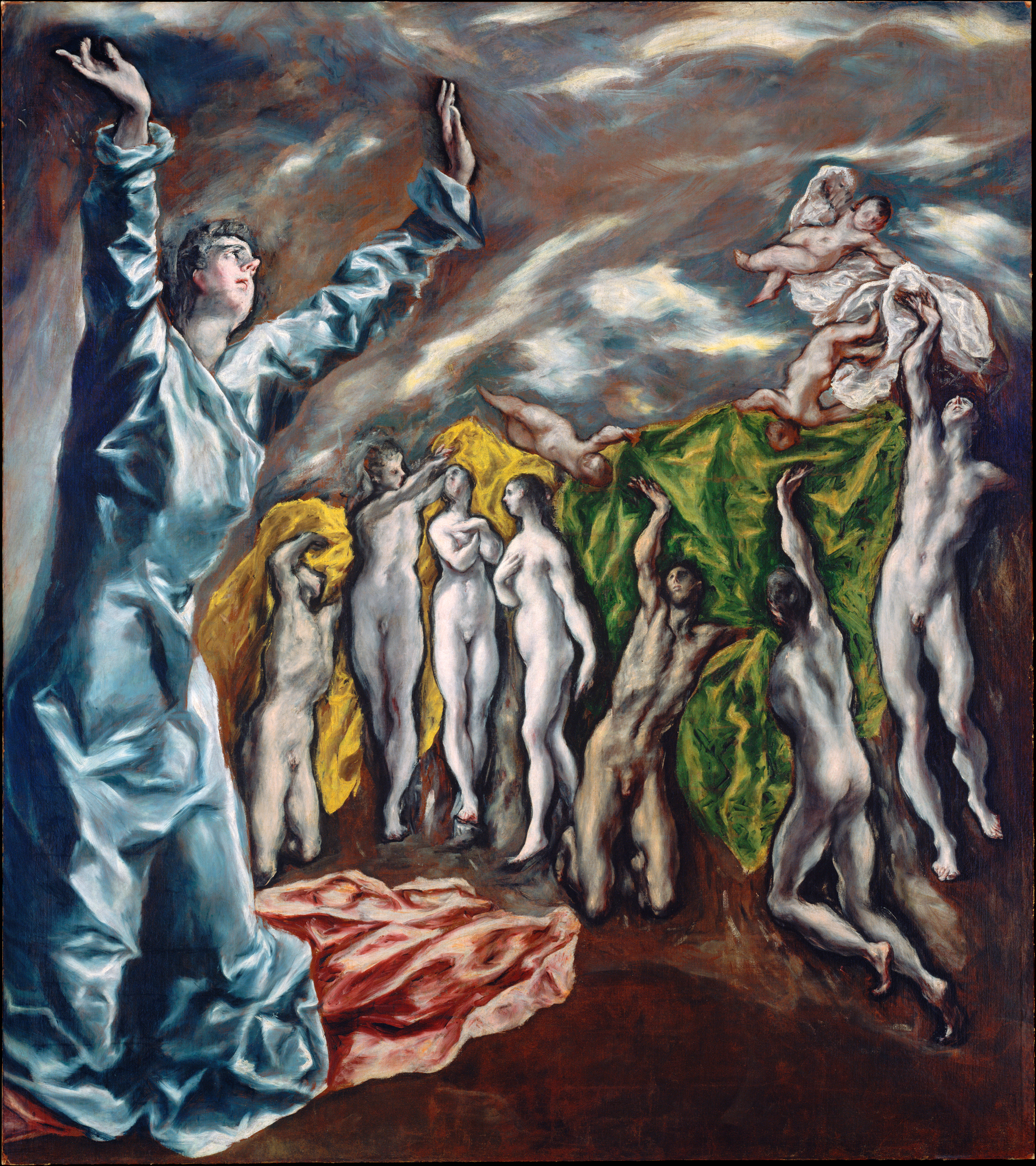
La visión del Apocalipsis (1609-1614). Representa la cumbre de su expresionismo tardío. El cuadro se recortó y no corresponde al encuadre ideado por el Greco. San Juan, arrodillado en gesto violento, está sumamente desproporcionado. Al fondo mártires desnudos y las túnicas que recogen forman un friso expresionista que anticipa la pintura del.

Este lienzo le fue encargado en 1608, es una de sus últimas obras y muestra su estilo más extremo. A la muerte del pintor en 1614, todavía no había sido entregado. El cuadro debía colocarse en un retablo de la capilla del Hospital de Tavera de Toledo. En la restauración del Museo Metropolitano de Arte de Nueva York de 1958, posterior a su compra, se encontró que no solo había sido cortado por arriba donde el borde estaba deshilachado sino también en su lado izquierdo. Según Álvarez Lopera si tenía las mismas medidas que el cuadro del otro retablo lateral, La Anunciación de 406 x 209 cm, la parte cortada a finales del siglo XIX sería la superior de 185 cm de alto y el corte izquierdo de 16 cm de ancho, siendo las proporciones originales aproximadamente el doble de alto que de ancho.
Representa el momento del Apocalipsis, cuando Dios le muestra a san Juan en una visión la apertura de los siete sellos: «Cuando abrió el quinto sello, vi bajo el altar las almas de los degollados por la palabra de Dios y por el testimonio que dieron. Y gritaron con una gran voz diciendo: “¿Hasta cuándo Señor, santo y verdadero, no harás justicia, y no vengarás nuestra sangre en los que viven en la tierra?” Y se les dio a cada uno un manto blanco y se les dijo que descansaran todavía un poco de tiempo...» (Apocalipsis 6, 9-11).
El cuadro, en el estado actual después del corte, está dominado por la gigantesca figura de san Juan. Los resucitados son siete, número mágico del Apocalipsis, los mismos que empleó Durero y otros autores al representar este mismo pasaje.
Para Wethey el color tiene una gran relevancia en este cuadro. El azul luminoso del vestido de san Juan donde se reflejan luces blancas y, como contraste, a sus pies hay un manto rosa. A la izquierda los mártires desnudos disponen de un fondo con un manto amarillo pálido, mientras que los cuerpos de las mujeres son de una gran blancura que contrasta con los amarillentos cuerpos masculinos. Mantos verdes con reflejos amarillos son el fondo de los tres desnudos de la izquierda. Los mártires forman un grupo irregular en un espacio indefinido azul pálido sobre suelo rojizo y todo en un ambiente de nubes oscuras que produce una impresión de ensueño.
Del Greco se desconoce el sentido religioso personal de su obra o la razón de su evolución última hacia esta pintura antinaturalista y espiritualista, donde como en esta Visión del Apocalipsis, violó sistemáticamente todas las leyes establecidas en el racionalismo renacentista. Wethey consideró que este modo de expresión tardío del Greco estaba relacionado con el primer manierismo. Dvorak, el primero en asociar sólidamente el antinaturalismo del cretense con el manierismo, estimó que este antinaturalismo, de la misma forma que les sucedió a Miguel Ángel o Tintoretto en sus obras finales, era consecuencia del mundo en crisis surgido del desmoronamiento del optimismo renacentista y su fe en la razón.

## En el cine
- La película El Greco, de 1966, dirigida por Luciano Salce.
- La película El Greco, de 2007, dirigida por Yannis Smaragdis.

## Referencias

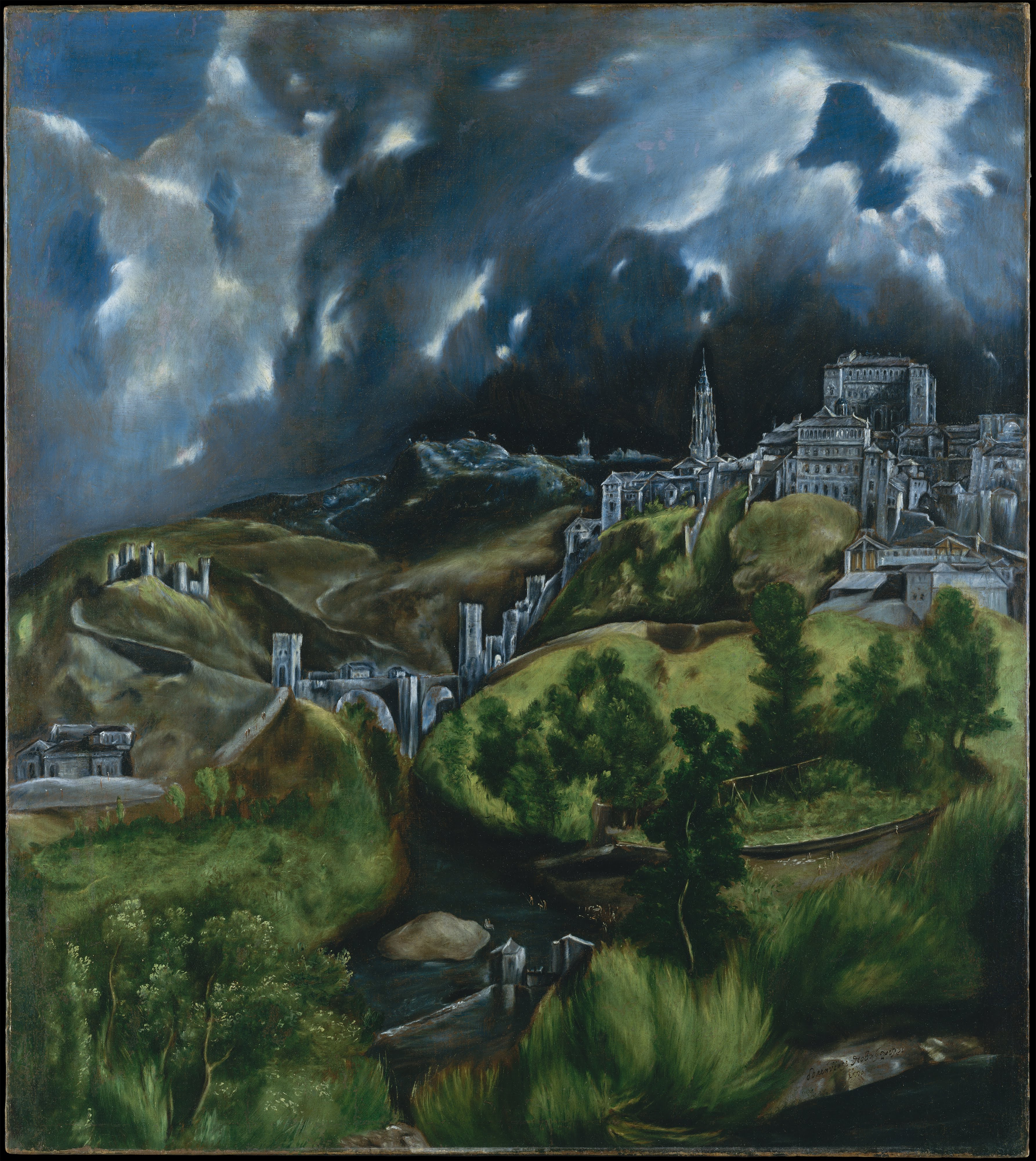
Vista de Toledo (h. 1596–1600). Paisaje acentuando los desniveles con edificios tétricos en una atmósfera alucinada. Se ha comparado con la tempestad de Giorgione.

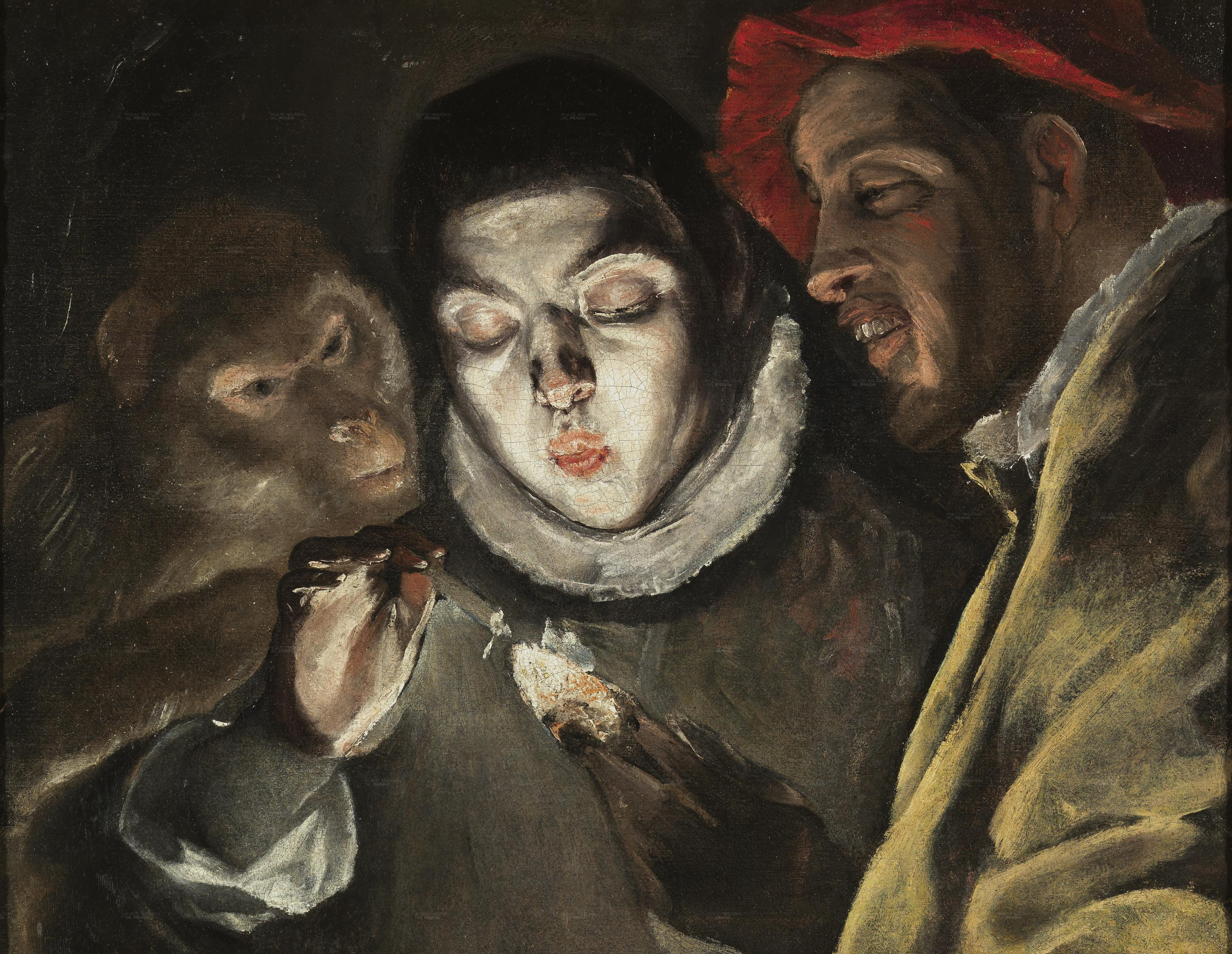
Fábula (1600). Pintura de género de la que existen varias versiones. En las de época española añadió el hombre y el mono. El niño encendiendo una vela puede ser una reconstrucción (ékphrasis) del tema pintado por Antífilo de Alejandría en el y descrito por Plinio el Viejo.